# Littérature québécoise

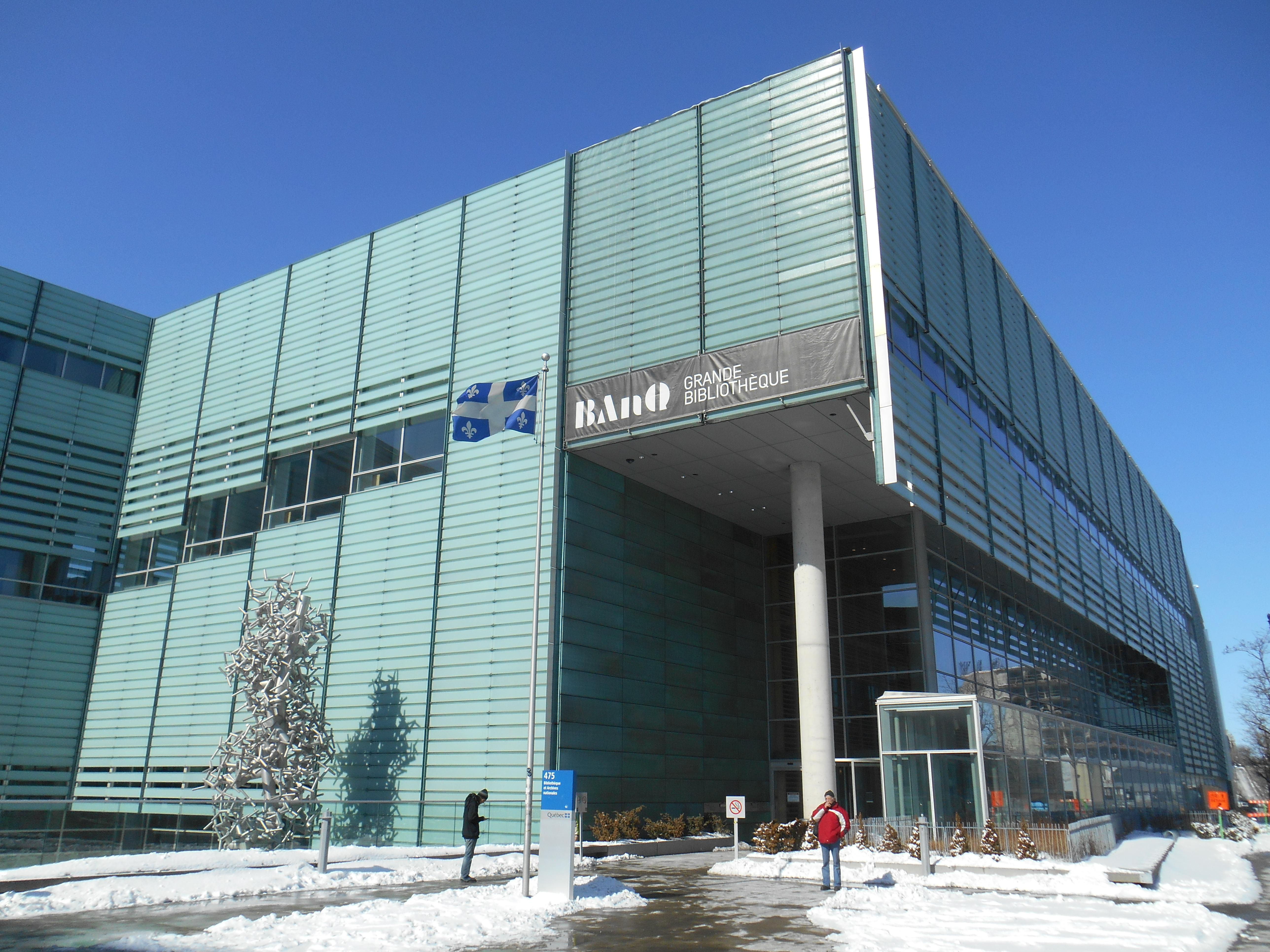
La Grande bibliothèque de Montréal.

La littérature québécoise désigne l’ensemble des œuvres écrites ou orales produites au Québec. Part incontournable de la culture et de l’identité québécoise, elle se distingue de la littérature acadienne et de la littérature franco-canadienne ou canadienne-française que l’on retrouve ailleurs au Canada.

## Introduction
Précisons d’abord que le nom de « littérature québécoise » n’est entré dans l’usage qu’avec l’avènement de la Révolution tranquille au début des années 1960, époque où l’affirmation nationale des Québécois a pu se traduire notamment par un discours politique visant à faire du Québec un pays souverain. Auparavant, depuis environ la seconde moitié du XIXe siècle, on parlait plutôt de « littérature canadienne-française », conformément en cela au statut politique du Canada français dans la Confédération canadienne. Plus avant encore, depuis la fin du XVIIIe siècle, on la qualifiait de « littérature canadienne » puisque l’ethnonyme « Canadien » désignait alors les colons français nés ou identifiés au Canada. Ce n’est qu’avec le pacte confédératif de 1867 (ou l’AANB, l’Acte de l’Amérique du Nord Britannique) que le nom « Canada » a servi à désigner l’ensemble du pays et ses deux peuples fondateurs : les Canadiens anglais et les Canadiens français.
Ces changements de noms correspondent ainsi à l’évolution du statut, sinon à celle de la conscience nationale d’un peuple qui s’est perçu successivement comme étant « Canadien », « Canadien français » puis « Québécois ». Depuis plusieurs décennies, ce nom — « Québécois » — ne désigne pas seulement les descendants du peuple d’origine française enraciné au Québec depuis quelques siècles, mais tous les citoyens qui vivent sur le territoire du Québec et qui se reconnaissent dans ce nom. Sur ce plan, la littérature québécoise est aussi devenue depuis plusieurs décennies l’expression d’une mosaïque identitaire où s’entrecroisent diverses mémoires.

## Les écrits de la Nouvelle-France: 1534–1763[4]
Les écrits de la Nouvelle-France regroupent principalement des récits de voyage, d’exploration, de colonisation (Jacques Cartier, Samuel de Champlain, Marc Lescarbot, Gabriel Sagard, Chrestien Leclercq, Louis Antoine de Bougainville), d’évangélisation (les Relations des jésuites) ou de témoignages religieux (les Écrits spirituels et les lettres de Marie de l’Incarnation, les Annales de l’Hôtel-Dieu de Montréal de Marie Morin). On y retrouve aussi des essais, de nature philosophique, sur les mœurs des Autochtones (Joseph-François Lafitau, le baron de Lahontan) et des écrits de synthèse sur l’histoire de la Nouvelle-France (Pierre Boucher, François-Xavier Charlevoix) ou, plus spécifiquement, de Montréal (François Dollier de Casson). Les lettres d’Élisabeth Bégon, native du Canada, s’avèrent également intéressantes en ce qu’elles évoquent la vie quotidienne dans la colonie.
Bien que ce corpus appartienne au champ littéraire français, il est désormais intégré à la littérature québécoise puisqu’on le considère comme un héritage mémoriel, un patrimoine littéraire. D’ailleurs, ces textes ont d’abord été, dans bien des cas, réédités au Québec au XIXe siècle. Ils ont alors inspiré de nombreux écrivains et historiens soucieux de relater la genèse du Canada français, son appartenance au Nouveau Monde sur le mode bien souvent d’une épopée nationale où s’entrecroisent, notamment, l’héroïsme des missionnaires (Jésuites, Récollets, Ursulines), des fondateurs et fondatrices (Samuel de Champlain, Paul Chomedey de Maisonneuve, Jeanne Mance, Marguerite Bourgeoys, Marguerite d’Youville), des explorateurs (Louis Jolliet, Pierre Le Moyne d’Iberville, Pierre-Esprit Radisson, Cavelier de la Salle), des chefs militaires (Frontenac, Montcalm, Lévis) et celui des colons (Louis Hébert, Guillaume Couture).

Une tradition de lecture de ce corpus a ainsi pris forme, assurant à la fois la pérennité mémorielle de la Nouvelle-France et l’ancrage du Canada français dans un discours et un imaginaire national en voie de formation au milieu du XIXe siècle. Ce corpus aura également permis aux générations suivantes d’y puiser des informations sur la description du territoire, la vie dans la colonie et le mode de vie des Amérindiens.

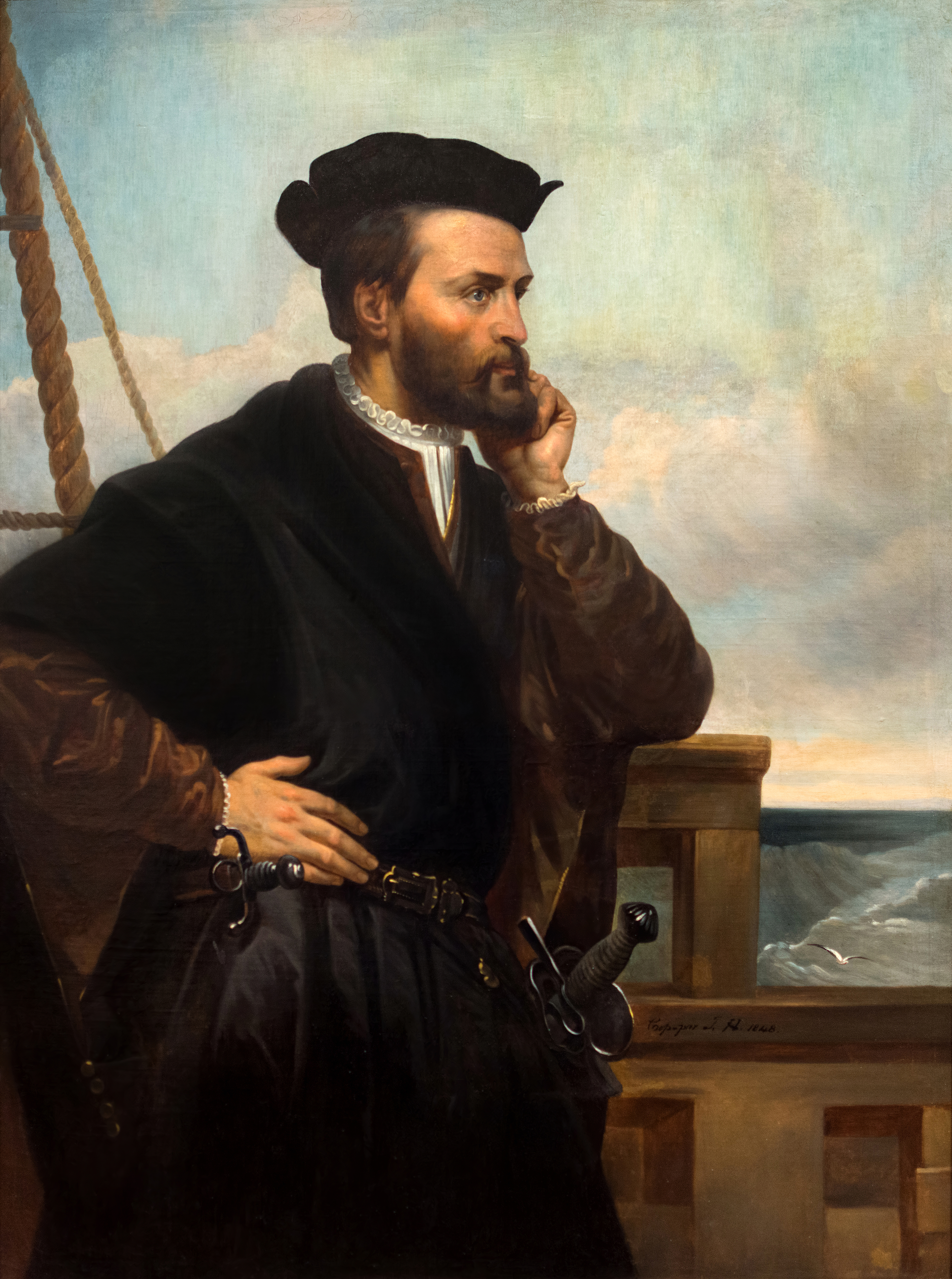
Jacques Cartier
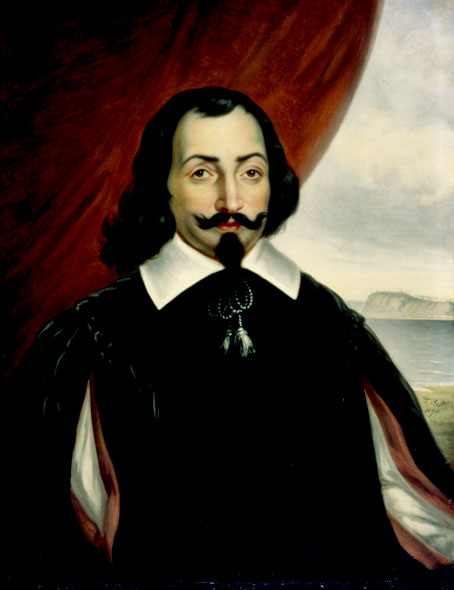
Samuel de Champlain
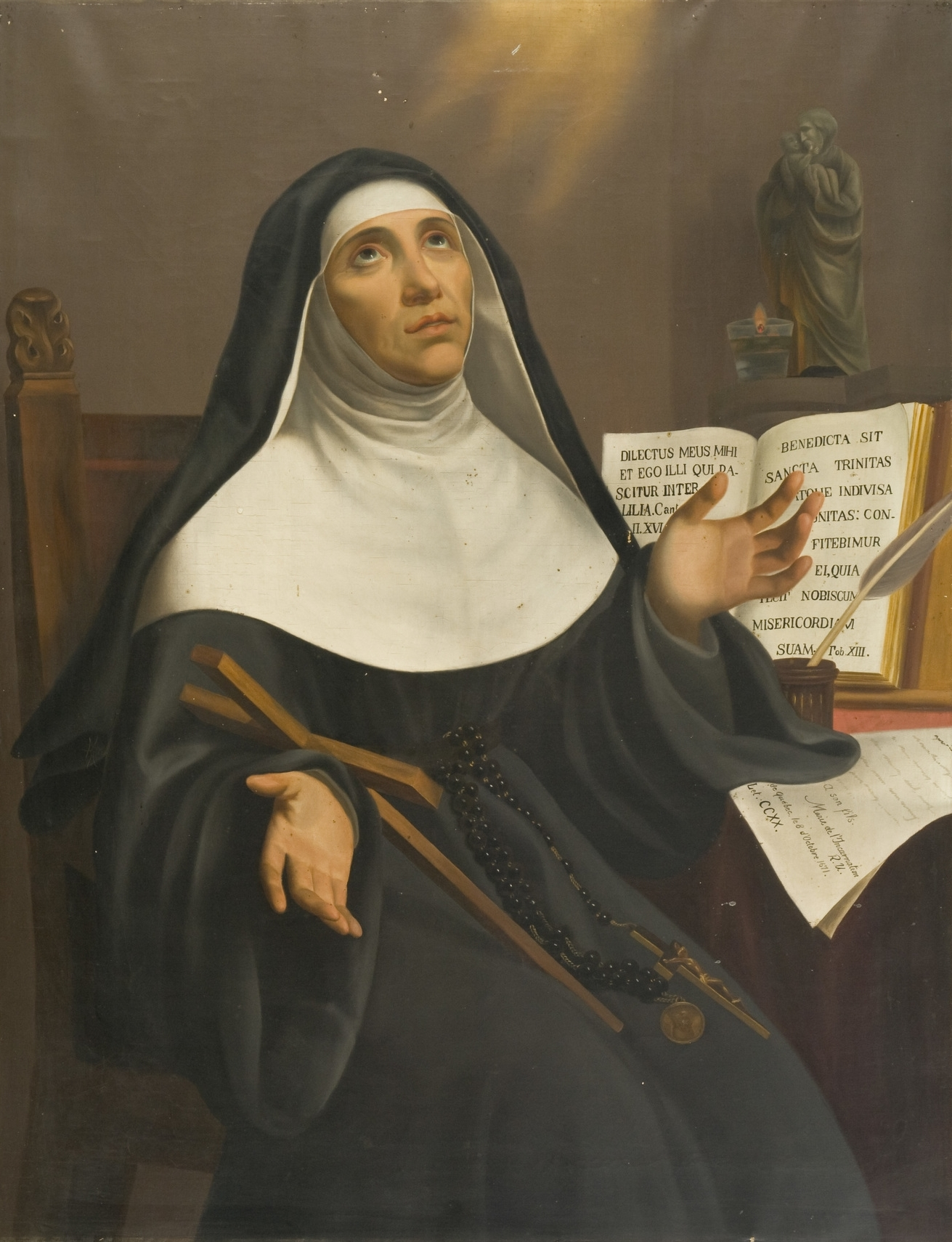
Marie de l'Incarnation

## Commencements: 1760–1800[7]
La défaite militaire des troupes françaises en 1759 et 1760 contre l’armée anglaise marque la fin de la Nouvelle-France et de son entreprise coloniale. Le Traité de Paris de 1763, qui met un terme à la Guerre de Sept Ans, consacre non seulement la victoire de l’Angleterre contre la France, mais impose la mise en place d’un nouveau régime politique pour les quelques 70 000 colons canadiens devenus sujets britanniques dans la Province of Quebec. En 1774, l’Acte de Québec assure le maintien de la liberté religieuse pour les catholiques et rétablit la pratique du droit civil français. Puis, l’Acte constitutionnel de 1791 donne aux habitants du Bas-Canada, dont la majorité est franco-catholique, une Chambre d’assemblée, premier pas — du moins en partie, bien que nettement insuffisant — vers un exercice démocratique du pouvoir. Or, c’est dans ce contexte, celui de la Conquête et de ses suites, que se manifeste une première prise de conscience nationale pour les Canadiens en ce qu’ils sont alors obligés de combattre pour la reconnaissance politique de leurs droits dans le cadre du Régime anglais. De manière générale, la prose d'idées est alors davantage présente dans les journaux que les textes d’imagination.
Quelques écrits de cette époque évoquent d’abord la Conquête et ses drames : dont, notamment, Le journal du siège de Québec en 1759 de Jean-Claude Panet et le Journal du voyage de M. Saint-Luc de Lacorne (1761) qui relate le naufrage de l’Auguste sur les côtes du Cap-Breton où périrent 114 passagers sur 121, nobles, militaires, bourgeois et marchands en route vers la France. À partir de 1764, les Canadiens transmettent aux autorités britanniques plusieurs pétitions pour défendre leurs droits, dont cette « Pétition des habitants français au roi au sujet de l’administration de la justice (1765) » adressée au Roi George III. C’est dans les journaux de ces années 1760 — principalement, La Gazette de Québec — que seront publiés des chansons-poèmes, première manifestation du littéraire au Québec, dans lesquelles se raconte la nouvelle allégeance des Canadiens au Roi d’Angleterre, comme dans la chanson-poème « Compliments des Petites pensionnaires de l’Hôpital-Général de Québec », adressée, en 1774, au gouverneur Guy Carleton. L’invasion du Québec par les Américains en 1775 sera aussi l’occasion de la composition d’autres chansons-poèmes où se manifestent surtout, non sans ambivalence parfois, la fidélité des Canadiens à l’Angleterre.
En 1778, dans la Gazette littéraire (de Montréal) — le premier journal consacré à la culture, à la littérature — on peut lire une série de textes sur Voltaire, éminent représentant du Siècle des Lumières, et une autre sur le projet de fondation d’une Académie. Ces textes furent publiés sous pseudonyme puisque le discours des Lumières — primauté de la raison et déisme — était condamné par les autorités ecclésiastiques. Ces textes ont probablement été rédigés par l’avocat et journaliste Valentin Jautard et l’imprimeur Fleury Mesplet, tous deux fondateurs de la Gazette littéraire et connus, en particulier, pour leur sympathie envers la République américaine fondée en 1776. Le combat pour la reconnaissance politique des Canadiens se poursuit en 1784 sur le mode de la prose d’idées alors que Pierre du Calvet, inspiré de la philosophie des Lumières, rédige un « Appel à la justice de l’État » et un « Épître aux Canadiens » afin d’obtenir, notamment, une Chambre d’assemblée en vue d’assurer une plus juste représentation de la population canadienne. Ce que l’Angleterre finira d’ailleurs par concéder avec l’Acte constitutionnel de 1791.

Sur le plan littéraire, on note la création, en 1790, de la première pièce de théâtre canadienne, Colas et Colinette ou Le bailli dupé, de Joseph Quesnel, à une époque où le clergé condamnait le théâtre, comme en témoigne les quelques textes polémiques publiés dans La Gazette de Montréal en décembre 1789 et janvier 1790. D’autres textes polémiques — sur la création d’une université ou sur les fêtes chômées — publiés dans les journaux participent à l’émergence d’un espace public où prend forme peu à peu une conscience nationale. Enfin, en janvier 1799, le « Discours à l’occasion de la victoire remportée par les forces navales de Sa Majesté britannique dans la méditerranée le 1er et le 2 août 1798 sur la flotte française » que prononce Mgr Joseph-Octave Plessis en la cathédrale de Québec, ouvre la voie — en condamnant la philosophie des Lumières et la Révolution française coupable d’être sacrilège et régicide — à une interprétation providentielle de la Conquête anglaise de 1760 et confirme le discours loyaliste de l’Église, opposée à l’émergence d’un discours libéral, comme ce sera en effet le cas tout au long du XIXe siècle.

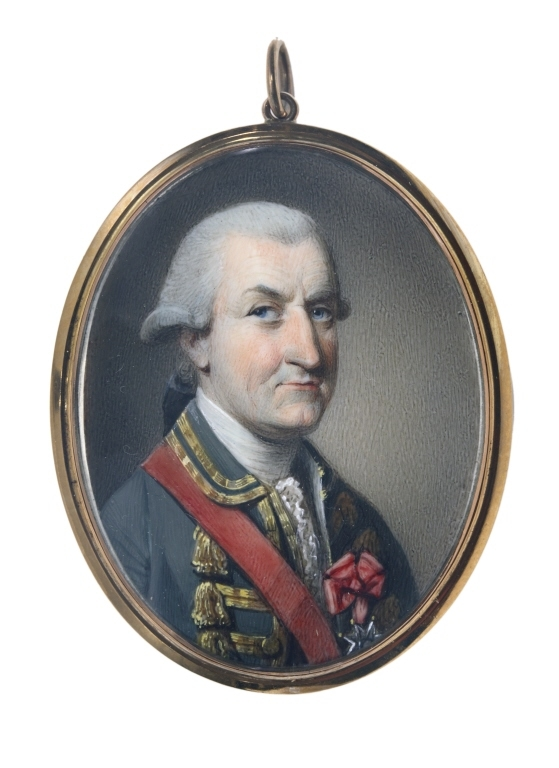
Saint-Luc de la Corne
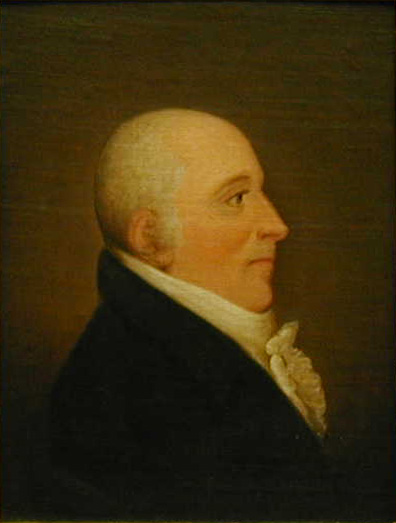
Joseph Quesnel
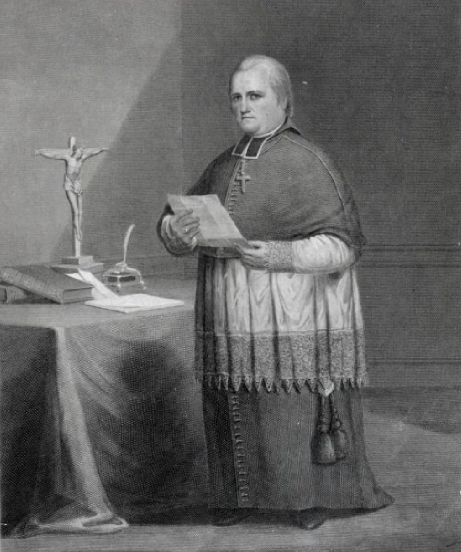
Mgr J.-Octave Plessis
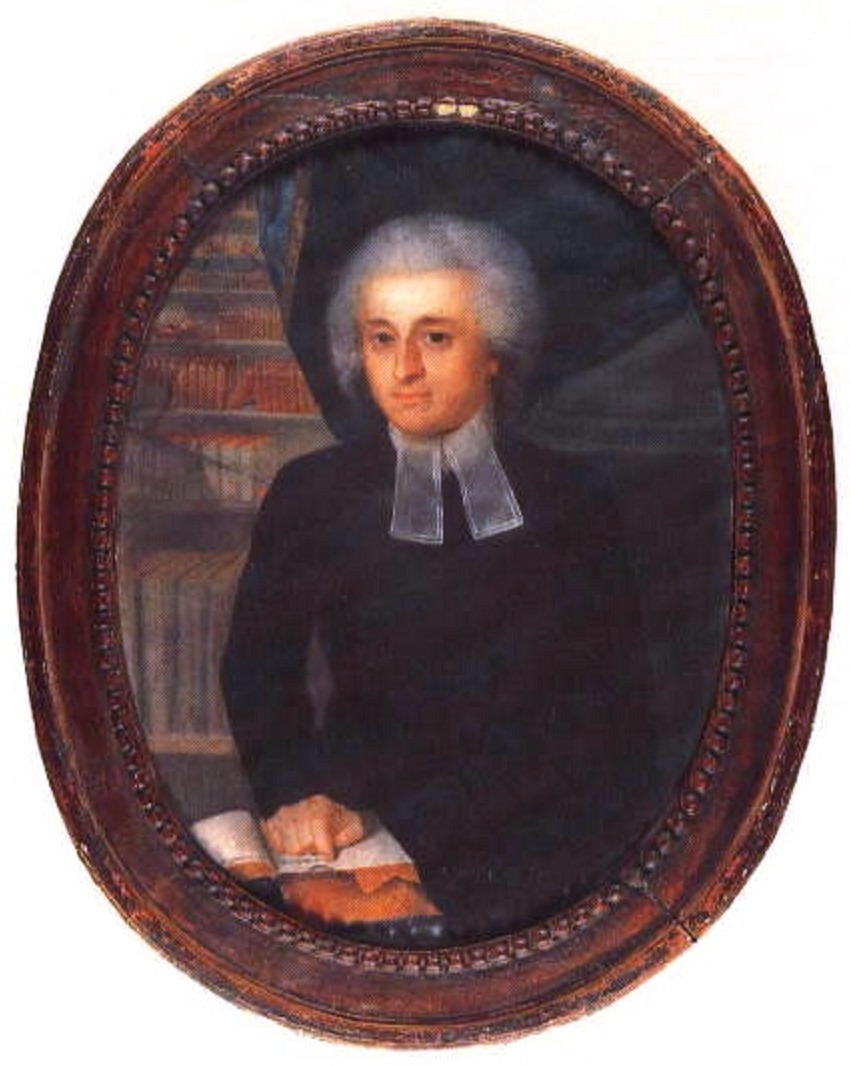
Fleury Mesplet
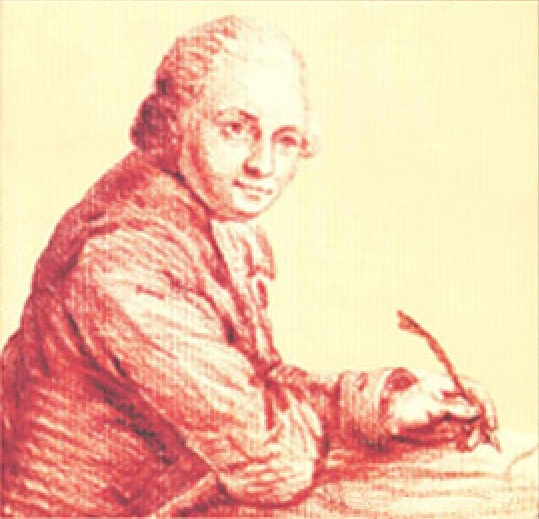
Pierre du Calvet

## La littérature et la nation: 1800–1850[12]

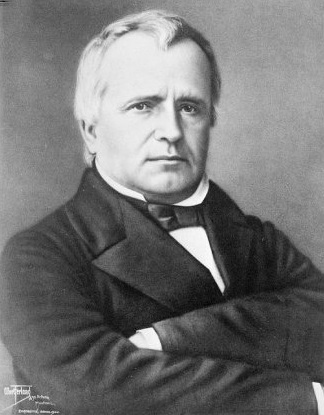
Louis-Hippolyte La Fontaine

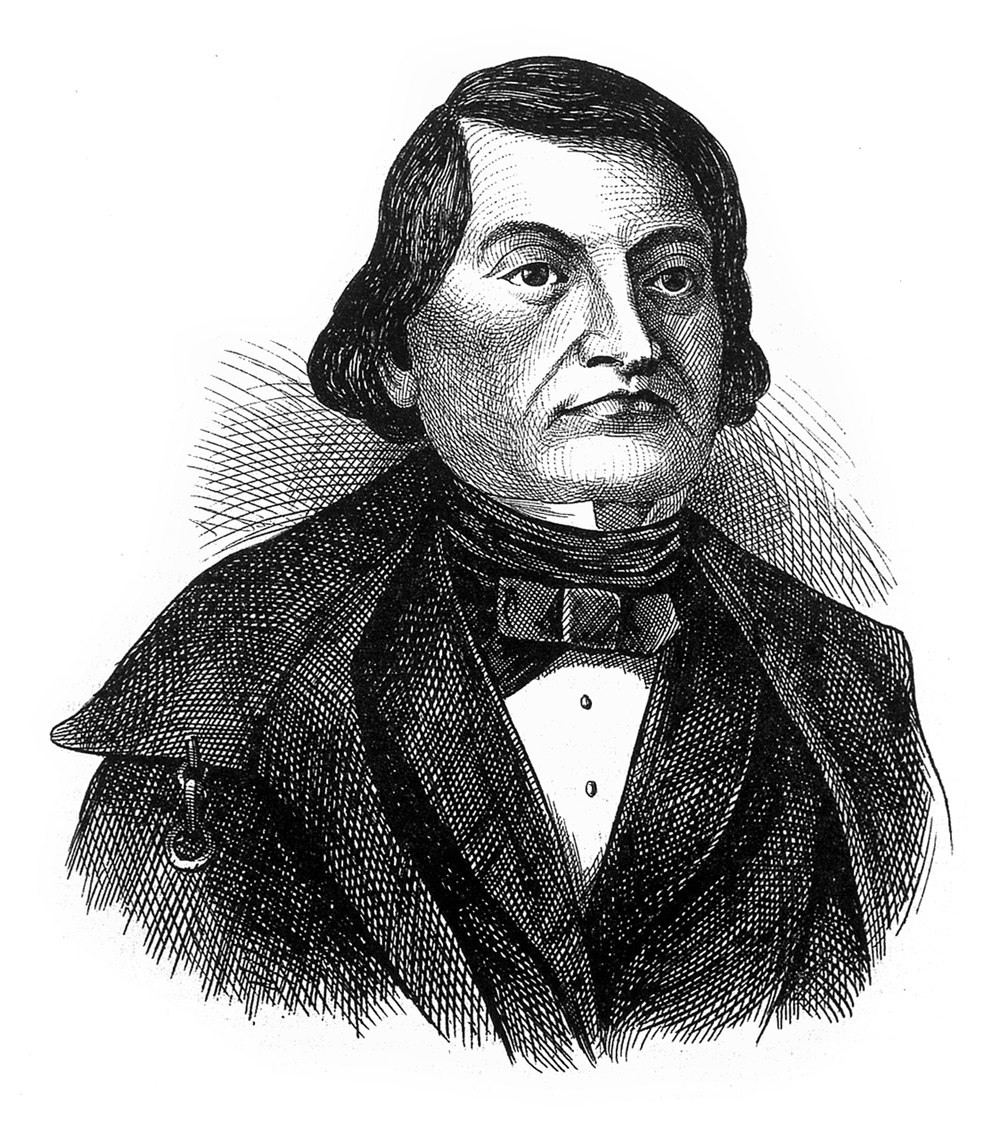
Michel Bibaud

De 1800 à 1840 se poursuivent sur la scène publique les combats politiques en faveur de la reconnaissance des droits du peuple canadien. Cette quête de reconnaissance sur la scène parlementaire abouti cependant à une impasse, le gouvernement britannique refusant la réforme proposée par le Parti Patriote dirigé par Louis-Joseph Papineau. Ce refus provoquera les Rébellions patriotes de 1837 et 1838, lesquelles seront réprimées par l’armée britannique. Après ces événements, à la demande de Londres, Lord Durham rédige en 1839 son célèbre Rapport où il propose, pour résoudre le conflit entre les deux « races », l’assimilation du peuple canadien, sa mise en minorité. L’Acte d’Union de 1840 ou Canada-Uni — l’union du Haut et du Bas-Canada — en sera la traduction politique. Les Réformistes du Canada français, avec à leur tête Louis-Hippolyte La Fontaine, voudront malgré tout, dans le cadre de l’Acte d’Union, sauvegarder certaines caractéristiques du Canada français (droit civil, éducation, langue, religion), tout en obtenant l’instauration du gouvernement responsable, contribuant ainsi à la survie de leur nationalité dans le cadre de l’empire britannique.
Au cours de la période qui précède les Rébellions, on trouve une abondante prose d’idées — l’essai politique, la satire, le pamphlet — dans les journaux en lien avec ces combats pour la reconnaissance politique et nationale. Le roman, lui, n'a que très peu de place. Parmi les journalistes qui défendent la cause canadienne, mentionnons Étienne Parent (au journal Le Canadien) et Ludger Duvernay (au journal La Minerve). Des travaux d’histoire voient alors le jour, dont l’Histoire du Canada sous la domination française (1837) de Michel Bibaud, laquelle relève cependant davantage de la compilation et affiche un parti pris évident en faveur du régime britannique. M. Bibaud est aussi l’auteur du premier recueil de poésie publié au Québec sous le titre : Épitres, satires, chansons, épigrammes et autres pièces en vers (1830).

### Le légendaire de l’Amérindienne

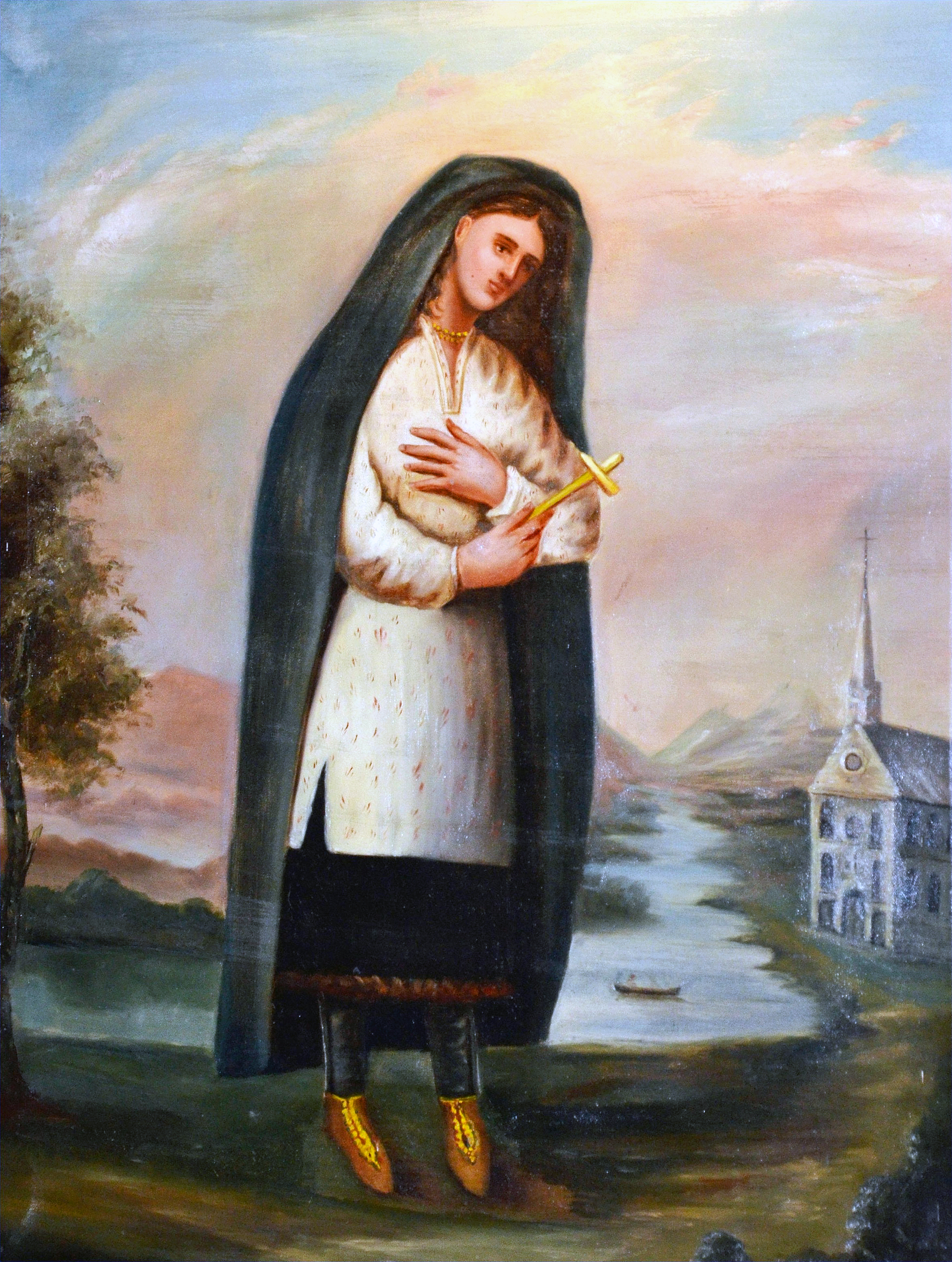
Kateri Tekakwitha

Les textes de fiction (ou d’imagination) publiés à cette époque sont bien souvent considérés comme étant parmi les premiers de la nation canadienne. Ainsi en est-il de Louise Chawinikisique, publié dans L’Ami du peuple en 1835 par Georges Boucher de Boucherville, récit qui évoque les tribulations d’une Algonquienne convertie au catholicisme, en lutte contre l’Iroquois païen et cruel. Ce récit inaugure une longue tradition narrative de la représentation de l’Amérindienne convertie, bien souvent appelée à devenir sainte et martyre. Françoise Gonannhatenha et Kateri Tekakwitha en sont les modèles édifiants, héroïnes de l’époque missionnaire selon les récits des jésuites, en particulier celui de François-Xavier Charlevoix dans son Histoire et description générale de la Nouvelle-France (1744). Ce légendaire de l’Amérindienne trouve également sa source dans la littérature française (Voltaire, Chamfort, De la Dixmérie, Chateaubriand) et américaine (Sarah W. Morton, Catharine Maria Sedgwick) au tournant du XVIIIe et XIXe siècle, avec l’avènement du romantisme.
À l’opposé de cette image édifiante, l’Amérindienne peut apparaître, en d’autres récits, comme une sorcière cruelle, avide de vengeance, comme dans La jongleuse (1861) de Henri-Raymond Casgrain ou L’Iroquoise du Lac Saint-Pierre (1861) de Louis-Honoré Fréchette. De l’Amérindien(ne) convertie au mythe du bon sauvage en passant par le cruel iroquois païen et idolâtre, ces récits proposent une vision ethnocentrique de l’Amérindien(ne) dans la mesure où l’on y projette sur l’autre ses propres idéaux et valeurs culturelles. Il arrive aussi que le peuple canadien s’identifie au peuple amérindien pour autant qu’il est menacé de disparition, comme c’est le cas dans le poème de François-Xavier Garneau, « Le dernier Huron » (Le Canadien, 12 août 1840).

### François-Xavier Garneau, historien national
François-Xavier Garneau, le futur historien, évoquait d’ailleurs déjà en 1837 dans l’un de ses poèmes — « Au Canada. Pourquoi mon âme est-elle triste ? » —, la possible disparition du peuple canadien : « Peuple, pas un seul nom n’a surgi de ta cendre ; / Pas un, pour conserver tes souvenirs, tes chants, / Ni même pour nous apprendre / S’il existait depuis des siècles ou des ans. / Non ! tout dort avec lui : langue, exploits, nom, histoire ; / Ses sages, ses héros, ses bardes, sa mémoire, / Tout est enseveli dans ces riches vallons / Où l’on voit se courber, se dresser les moissons. / Rien n'atteste au passant même son existence ; / S’il fut, l’oubli le sait et garde le silence. » À sa façon, ce poème est un appel à constituer une mémoire nationale, un récit par lequel serait assuré l’ancrage historique du peuple canadien. Ce qui suggère que, en dépit de la graduelle prise de conscience nationale engendrée par les divers combats politiques sur la scène publique (parlementaire, journalistique et littéraire), la mise en récit de la nation tarde encore à venir. Dans son Rapport, Lord Durham avait été plus cinglant à cet égard lui qui, pour justifier le recours à l’assimilation, considérait, entre autres argument, que le peuple canadien était un « peuple sans histoire et sans littérature ».

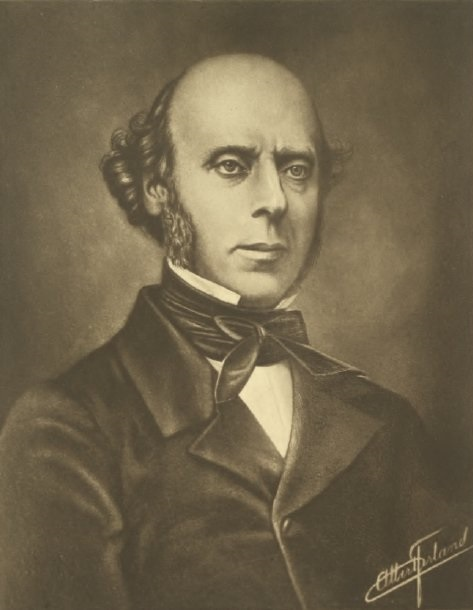
François-Xavier Garneau

Or, ce fut à la fois pour lutter contre l’ensevelissement de la nation dans l’oubli, restaurer l’honneur de ses compatriotes malgré la défaite et leur statut de vaincus depuis la Conquête de 1760, apporter un démenti à la déclaration de Lord Durham et à son discours sur la supériorité du peuple anglo-saxon, résister à l’effet assimilateur de l’Acte d’Union de 1840 et proposer une voie d’avenir au peuple canadien, que F.-X. Garneau entreprit la rédaction de son Histoire du Canada depuis sa découverte jusqu’à nos jours, laquelle fut publiée en 3 volumes, étalés sur quelques années (1845, 1846 et 1848), chacun des volumes couvrant une période déterminée. Il fit paraître enfin un quatrième volume en 1852, couvrant la période de 1792 à 1840.
Contrairement à Charlevoix dont l’histoire de la Nouvelle-France est avant tout une histoire religieuse, Garneau propose une vision libérale et laïque de l’histoire du Canada. Inspiré notamment de l’historien Jules Michelet, Garneau considère que le peuple est l’un des personnages principaux de la nation, dont l’histoire est celle de son long cheminement vers la justice, l’État de droit, la liberté politique, le progrès des idées. Son récit met ainsi l’emphase sur le courage, la détermination, la persévérance des Canadiens à travers leurs multiples combats politiques pour assurer leur continuité nationale et pour qu’advienne un régime pleinement démocratique au Canada. L’Histoire du Canada de Garneau fut en cela considérée comme le premier récit d’envergure, englobant, évoquant selon la cohérence du discours historien du XIXe siècle, le parcours et l’identité de la nation canadienne. Ce qui valut d’ailleurs à son auteur le titre d’historien national.
Mentionnons enfin qu’en publiant le Répertoire national ou Recueil de littérature canadienne en 1848 et 1850, James Huston propose une compilation, par ordre chronologique — à l’exclusion des écrits politiques — de poèmes, chansons, contes, légendes, nouvelles et romans publiés dans divers périodiques (journaux et revues) depuis 1734 au Canada. Huston a pour ambition en publiant ce Répertoire national, de « faire briller notre nationalité », de permettre aux écrivains qui « aiment la littérature nationale […] d’étudier son enfance, ses progrès et son avenir ». Ce répertoire a ainsi pour effet non seulement de sauver de l’oubli des œuvres, de donner une image d’ensemble de la littérature canadienne et d’édifier un premier panthéon littéraire, mais d’apporter lui aussi un démenti à la déclaration de Lord Durham (« peuple sans histoire et sans littérature »).

### Premiers romans

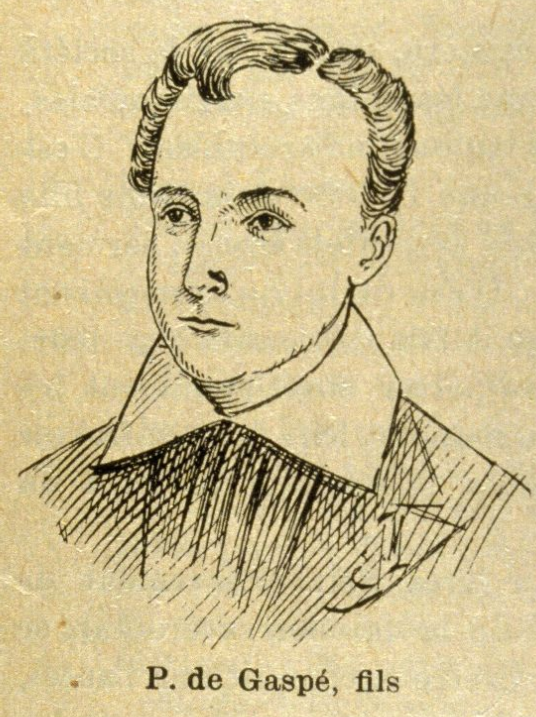
Philippe Aubert de Gaspé, fils

C’est en 1837 que paraissent deux romans, considérés comme les premiers de la littérature canadienne : Les révélations du crime ou Cambray et ses complices de François-Réal Angers et L’influence d’un livre de Philippe Aubert de Gaspé, fils. Le roman d’Angers est une transposition fictionnelle du banditisme qui sévissait à Québec dans les années 1830. Son roman est à la fois une chronique judiciaire et un roman à thèse. Angers s’inspire aussi de la littérature gothique anglaise par ses décors inquiétants et ses personnages terrifiants. Le roman est également, à la manière de Victor Hugo dans Le dernier jour d’un condamné (1829), une dénonciation des institutions pénales du Bas-Canada.
L’influence d’un livre évoque un cultivateur qui cherche à s’enrichir par le recours à l’alchimie, aux recettes magiques qu’il trouve dans Le Petit Albert. Inspiré en partie d’un meurtre survenu à Saint-Jean-Port-Joli en 1829, le roman d’Aubert de Gaspé fils est à la fois roman de mœurs historique à la Walter Scott et, par certains aspects, roman gothique par son goût du macabre et du surnaturel (manifesté ici par le diable). Par son refus du classicisme et sa règle des trois unités (lieu, temps, action), le roman s’inscrit dans le romantisme en ce qu’il y a mosaïque ou juxtaposition de plusieurs récits, incluant deux légendes et des chansons populaires. Comme pour le roman d’Angers, on note à cet égard une hybridité sur le plan générique. Ces deux écrivains, tout en s’inspirant des formes romanesques de leur temps, puisent cependant dans l’actualité, la tradition orale et l’imaginaire de leur pays.

### Le roman de la terre

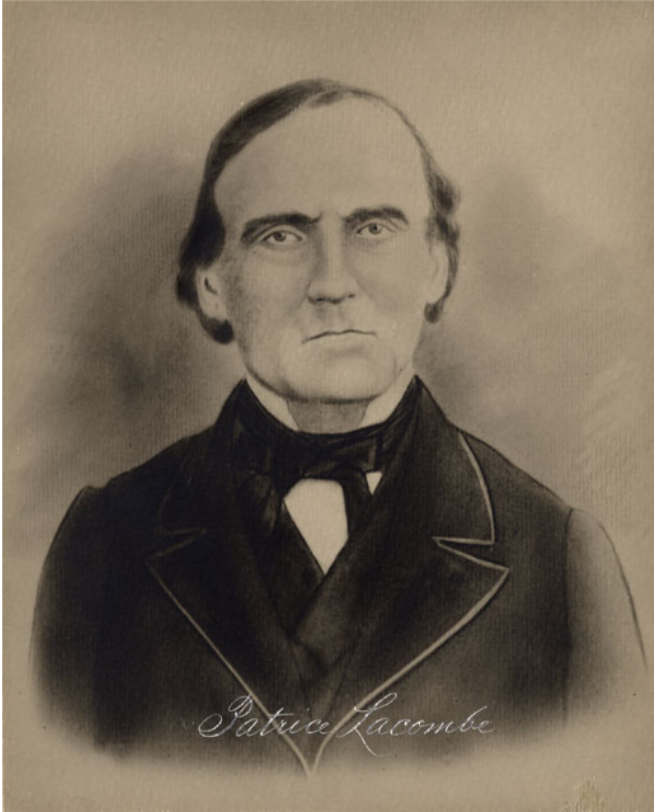
Patrice Lacombe

En 1848, Patrice Lacombe publie La terre paternelle, roman qui est un plaidoyer en faveur de la fidélité que le paysan doit au lieu de sa naissance, à la nécessité de transmettre ce patrimoine d’une génération à l’autre, gage de pérennité à la fois familiale et, par extension, nationale. Le roman relate la déchéance d’une famille dont le père, reprenant sa terre après l’avoir donnée à son fils, lequel fut incapable de s’en occuper avec profit, sera ruiné, lui qui a risqué « […] les profits toujours certains de l’agriculture contre les chances incertaines du commerce ». Contraint de vendre sa terre, dont l’acheteur sera un Anglais, lui et sa famille seront alors réduit à vivre misérablement dans un quartier de la ville. Heureusement pour eux, l’autre fils (Charles), qui s’était fait coureur des bois, revient enfin des Pays-d’en-Haut et rachète à l’Anglais le domaine familial, rétablissant ainsi la continuité de leur enracinement familial. Le roman se clôt sur ce mot d’ordre : « […] la plus grande folie que puisse faire un cultivateur, c’est de se donner à ses enfants, d’abandonner la culture de son champ, et d’emprunter aux usuriers ».
Le roman inaugure en cela une longue tradition, celle du roman de la terre. On y retrouve en effet plusieurs éléments qui vont structurer un chapitre important de l’imaginaire du Canada français pendant environ un siècle : 1. la vocation agricole du peuple canadien-français catholique ; 2. l’opposition entre la campagne, lieu d’une vie saine, physiquement et moralement, et la ville, lieu d’une déperdition physique et morale ; 3. l’opposition du sédentaire (paysan) et du nomade (coureur des bois, forestiers et voyageurs). Rappelons cependant que cette opposition est, dans La terre paternelle, pour le moins ambivalente puisque si la famille est sauvée par le fils coureur des bois engagé dans la traite des fourrures, la voix narrative n’en condamne pas moins ce mode de vie :  « […] ils revenaient au pays épuisés, vieillis avant le temps, ne rapportant avec eux que des vices grossiers contractés dans ces pays, et incapables, pour la plupart, de cultiver la terre ou de s’adonner à quelque autre métier sédentaire profitable pour eux et utile à leurs concitoyens ».
Il y a aussi ambivalence envers le coureur des bois dans la mesure où il incarne aussi, positivement cette fois, celui qui, riche de ses aventures, est admiré comme celui qui possède le prestige, l’aura du conteur : « Il [Charles] avait souvent entendu de vieux voyageurs raconter leurs aventures et leurs exploits avec une chaleur, une originalité caractéristique ; il voyait même ces hommes entourés d’une sorte de respect que l’on est toujours prêt à accorder à ceux qui ont couru les plus grands hasards et affronté les plus grands dangers ; tant il est vrai que l’on admire toujours, comme malgré soi, tout ce qui semble dépasser la mesure ordinaire des forces humaines ». Le roman est de facture réaliste en ce qu’il refuse notamment l’esthétique du roman gothique, ainsi qu’on peut le lire dans la « Conclusion » du roman : « Laissons aux vieux pays, que la civilisation a gâtés, leurs romans ensanglantés, peignons l’enfant du sol, tel qu’il est, religieux, honnête, paisible de mœurs et de caractère, jouissant de l’aisance et de la fortune sans orgueil et sans ostentation, supportant avec résignation et patience les plus grandes adversités […] ».
L’auteur dessine ainsi non seulement le portrait idéal du Canadien, mais recadre la pratique du roman dans une perspective conforme à l’éthos catholique. Ce discours s’imposera en effet comme idéal de la nation dans un large segment de la littérature canadienne jusqu’au premières décennies du XXe siècle.

### Théâtre
Sur le plan théâtral, on note la présentation de la pièce Griphon ou la vengeance d’un valet (1837) — inspirée à la fois de la commedia dell’arte, de Molière et de Shakespeare — de Pierre Petitclair. De Firmin Prud’homme, homme de théâtre français de passage au Bas-Canada, est présenté Napoléon à Sainte-Hélène (1831), pièce à la gloire du célèbre empereur des Français. Hyacinthe-Poirier Leblanc de Marconnay, lui aussi homme de théâtre français de passage au Bas-Canada, présente au moins deux pièces : Le soldat en 1835–1836, et Valentine en 1836 et 1839.

### Littérature religieuse
En 1844, le prêtre catholique Charles Chiniquy, initiateur du mouvement de la tempérance au Canada français, publie le Manuel de la Société de tempérance. L'ouvrage y est un best-seller, et son auteur sera connu comme l'Apôtre de la tempérance. 

## Littérature et survivance: 1850-1900[36]
L’Acte d’Union de 1840 ayant engendré beaucoup d’instabilité politique, l’avènement de la Confédération en 1867 permettra de résoudre la situation, du moins partiellement, par un nouveau partage des pouvoirs entre l’État fédéral et ses États provinciaux. Avec la création de la Province de Québec, les Canadiens français sont désormais majoritaires sur leur territoire, tout en étant minoritaires sur le plan canadien. La nouvelle Constitution permet à l’État de la Province de Québec de légiférer sur divers domaines : l’éducation, les hôpitaux, les institutions municipales, la justice, le droit civil, la fonction publique, les prisons, etc. (article 92 de l’AANB). Or, cela aura notamment pour conséquence de favoriser un repli du Canada français dans la nation culturelle — lois, coutumes, mœurs, langue, religion et institutions — et non l’avènement d’une nation pleinement politique. L’Église du Canada français, en particulier sous l’influence du discours ultramontain, contribuera grandement à cette définition culturelle de la nation canadienne où l’ordre social ne repose pas avant tout sur les principes de l’État libéral, mais sur la famille, la paroisse, l’Église du Canada et de Rome. La nation, dans ce cas, s’avère davantage une grande famille sous la gouverne de l’Église qu’une incarnation étatique et politique. Ce repli sur la nation culturelle a alors pris la forme d’un discours sur la survivance du peuple canadien-français catholique. Selon ce discours, la survie collective ne pourra être assurée que par le culte de la vocation agricole, de la mission providentielle et de la perpétuation de la mémoire du Canada français depuis ses plus lointaines origines.

### Le programme littéraire de l’abbé Henri-Raymond Casgrain

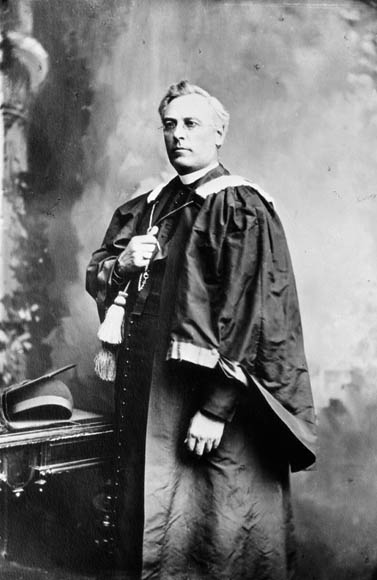
L'abbé Henri-Raymond Casgrain

Un large segment de la littérature canadienne-française évoquera en tout ou en partie le discours de la survivance. L’abbé Henri-Raymond Casgrain, dans son article programmateur, sinon prophétique, « Le mouvement littéraire au Canada » (1866), décrit ainsi ce patriotisme littéraire : « Si, comme cela est incontestable, la littérature est le reflet des mœurs, du caractère, des aptitudes, du génie d’une nation, si elle garde aussi l’empreinte des lieux, des divers aspects de la nature, des sites, des perspectives, des horizons, la nôtre sera grave, méditative, spiritualiste, religieuse, évangélisatrice comme nos missionnaires, généreuse comme nos martyrs, énergique et persévérante comme nos pionniers d’autrefois […]. Mais surtout elle sera essentiellement croyante et religieuse. Telle sera sa forme caractéristique, son expression : sinon elle ne vivra pas, et se tuera elle-même. […] Elle n'aura point ce cachet de réalisme moderne, manifestation de la pensée impie, matérialiste ; mais elle n’en aura que plus de vie, de spontanéité, d’originalité, d’action ». Le réalisme moderne qu’il dénigre est celui de Balzac, de Stendhal et de Flaubert, lui qui admire plutôt les romantiques Chateaubriand, Nodier et Lamartine. L’abbé Casgrain considère également que le Canada français a pour mission providentielle d’incarner la foi et la culture catholique en Amérique. Sans être suivis à la lettre, des aspects de ce programme seront tout de même lisibles dans les œuvres de l’époque.
En participant à la fondation de deux revues, Les soirées canadiennes (1861), puis Le foyer canadien (1863), l’abbé Casgrain a contribué à l’émergence de l’École patriotique de Québec (ainsi nommée quelques décennies plus tard par Mgr Camille Roy dans son Manuel d’histoire de la littérature canadienne), sinon à la fondation d’une littérature nationale. Le mot d’ordre des Soirées canadiennes est : « Hâtons-nous de raconter les délicieuses histoires du peuple avant qu’il les ait oubliées ». Le conte, et en particulier la légende, sont en effet considérés comme étant les sources vives de la mémoire nationale, du génie du peuple canadien-français, conformément en cela à un aspect du discours romantique. Comme le déclare l’abbé Casgrain dans la Préface de ses Légendes canadiennes (1861) : « Les légendes sont la poésie de l’histoire. […] Ne serait-ce pas une œuvre patriotique que de réunir toutes ces diverses anecdotes, et de conserver ainsi cette noble part de notre héritage historique ? » En puisant dans la tradition orale du pays, en assurant sa sauvegarde et sa transmission, ce projet à la fois littéraire et national a ainsi une dimension que l’on peut dire ethnologique, folklorique. À cette dimension s’ajoute, pour l’abbé Casgrain, une sacralisation de l’histoire de la Nouvelle-France par le recours à l’hagiographie — aspect ancien de la légende — comme l’illustre son Histoire de la vénérable mère Marie de l’Incarnation (1864), fondatrice des Ursulines en Nouvelle-France au XVIIe siècle.
En publiant Forestiers et voyageurs en 1863, Joseph-Charles Taché, membre des Soirées canadiennes, évoque aussi le génie du peuple tel qu’il s’exprime dans ses contes populaires, ses légendes et ses chansons. Il décrit d’abord avec réalisme la vie dans les chantiers du forestier (bûcheron), puis la vie du voyageur canadien (chasseur, trappeur, coureur des bois, explorateur, guide, interprète) qui a parcouru l’Amérique et côtoyer de très près les peuples autochtones, avec leurs coutumes et leurs mythes. Taché ne prétend que transcrire cette tradition orale par laquelle est transmise, en particulier, la rencontre entre le Canadien et l’Amérindien. Contrairement à Patrice Lacombe qui, dans La Terre paternelle, considère que le mode de vie des coureurs des bois engendre des « vices grossiers », Taché le décrit tout compte fait comme un bon chrétien comme il le suggère dans l’adresse « Au lecteur » de son recueil : « C’est […] l’homme du peuple que je voudrais peindre dans les lignes suivantes, tel qu’il se montre dans la vie intime, laissé à lui-même dans ses bons instincts, sa bonne humeur, et sa poésie naturelle, tirant de ses erreurs mêmes des leçons de bien, gardant, au milieu de ses faiblesses, le souvenir de ce que la religion et la famille l’ont fait, avant de le laisser affronter les dangers du monde à la grâce de Dieu ».

Au fil des décennies, le genre « contes et légendes » du Canada français connaîtra un grand succès avec la publication des recueils de Faucher de Saint-Maurice (À la brunante, 1874), de Pamphile Le May (Contes vrais, 1899) et d’Honoré Beaugrand, La chasse-galerie (1900), sans doute le plus célèbre des contes québécois. Louis-Honoré Fréchette publiera pour sa part, outre La légende d’un peuple (1887), poème épique à la gloire des ancêtres canadiens, La Noël au Canada (1900) et, en divers lieux de publication, une série de récits attribués au conteur Jos Violon.

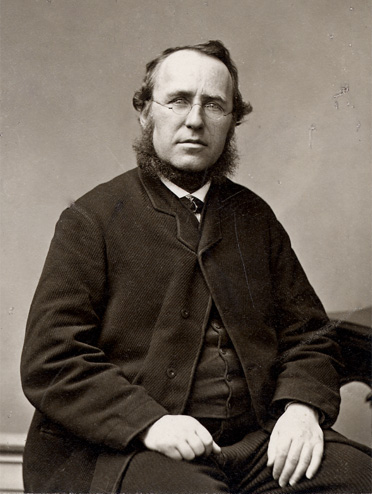
Joseph-Charles Taché
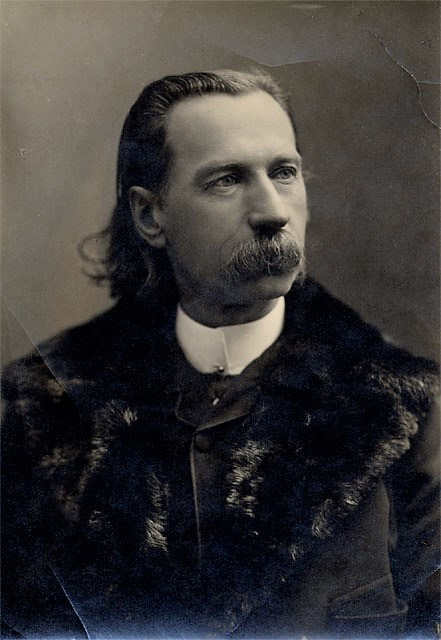
Pamphile Le May
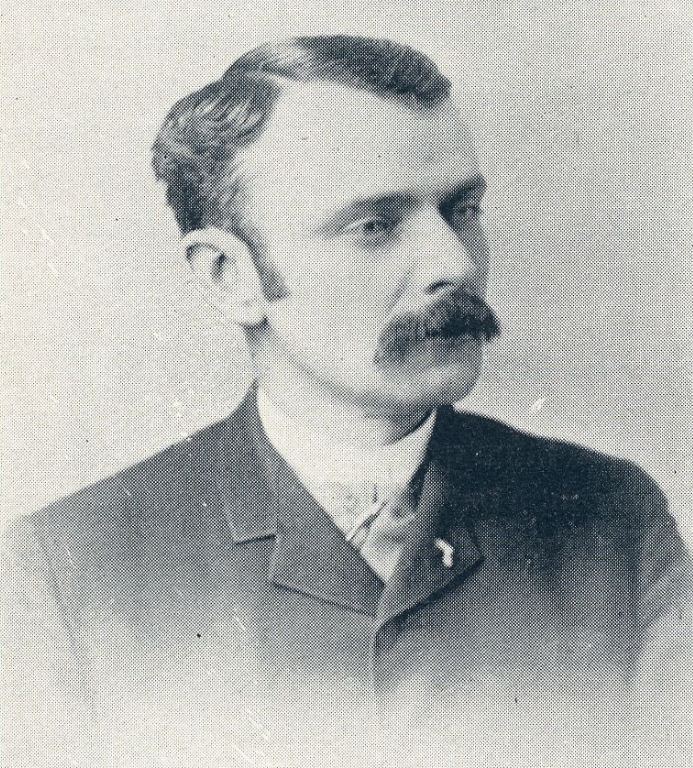
Honoré Beaugrand
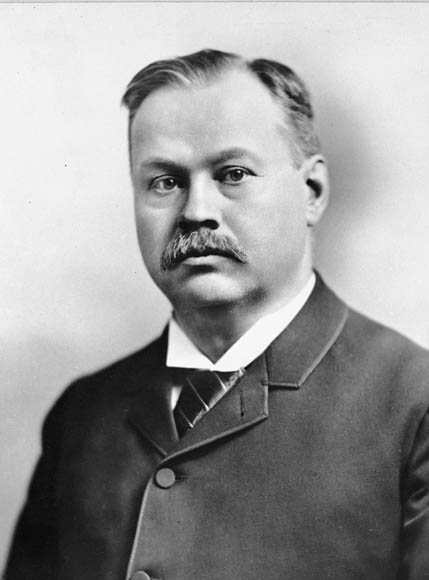
Louis-Honoré Fréchette

### Une poésie patriotique
À cette époque, Octave Crémazie (1827-1879) est considéré comme le poète national du Canada français. Il atteint cette notoriété en publiant des poèmes patriotiques qui célèbrent notamment le passé épique et glorieux des Canadiens, comme « Le drapeau de Carillon » (1858) où il relate la victoire des Français contre les Anglais lors de la bataille de Carillon en 1758. Dans ce poème, un vieux soldat canadien évoque cependant avec ambivalence son rapport à la France en ce qu’elle est à la fois incarnation de la gloire passée et, néanmoins, coupable d’avoir abandonné sa colonie, les Canadiens. Le poème se termine par cet appel à la survivance : « Ah ! bientôt puissions-nous, ô drapeau de nos pères ! / Voir tous les Canadiens, unis comme des frères, / Comme au jour du combat se serrer près de toi ! / Puisse des souvenirs la tradition sainte, / En régnant dans leur cœur, garder de toute atteinte / Et leur langue et leur foi ! » 

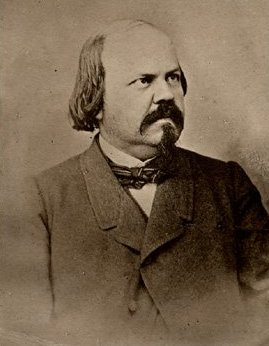
Octave Crémazie

En raison d’une poursuite judicaire consécutive à la faillite de sa librairie à Québec, Octave Crémazie choisira de s’exiler en France, à Paris, en 1862. Il délaissera alors la poésie patriotique pour s’engager dans la rédaction d’un vaste poème, demeuré inachevé, « La promenade des trois morts », où domine l’imaginaire du macabre. Exilé, il entretient une correspondance avec l’abbé Casgrain où il dénonce la condition qui est faite au poète par ses compatriotes canadiens, et note surtout, dans une lettre du 29 janvier 1867, la difficulté à se faire reconnaître sur la scène de la littérature française : « Je le répète : si nous parlions huron ou iroquois, les travaux de nos écrivains attireraient l’attention du vieux monde. Cette langue mâle et nerveuse, née dans les forêts de l’Amérique, aurait cette poésie du cru qui fait les délices de l‘étranger. On se pâmerait devant un roman ou un poème traduit de l’iroquois, tandis que l’on ne prend pas la peine de lire un volume écrit en français par un colon de Québec ou de Montréal ».
Au fil du temps, l’œuvre de Crémazie — non sa poésie patriotique, mais celle de la « Promenade des trois morts » — sera associée à l’exil en son propre pays, à l’absence, au sentiment d’étrangeté envers la vie, à une impasse existentielle où se révèle, au Canada français, un rapport difficile à la parole.

### Le roman historique

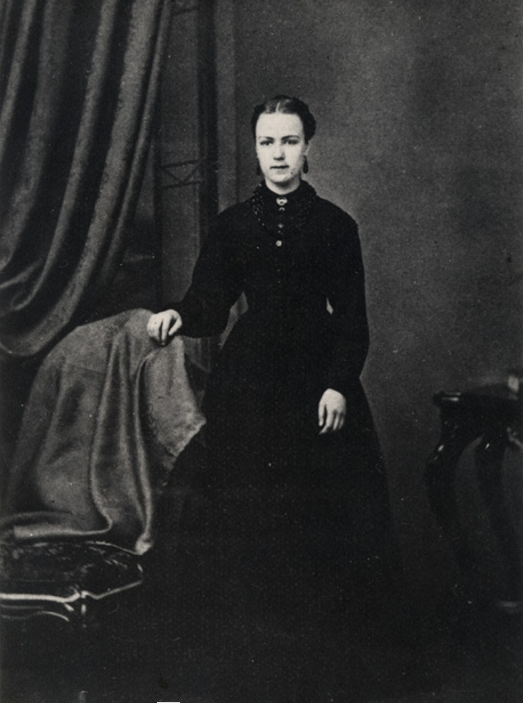
Laure Conan

Avec Angéline de Montbrun de Laure Conan, Les anciens Canadiens de Philippe Aubert de Gaspé (1786-1871) est le plus célèbre roman du XIXe siècle canadien-français. Le succès de ce roman historique traverse d’ailleurs les époques, étant, depuis sa parution en 1863, maintes fois réédité. Aubert de Gaspé, seigneur de Saint-Jean-Port-Joli, y propose une vision harmonieuse entre le seigneur et ses censitaires à l’époque de la Nouvelle-France. La première partie du roman (chapitres 1 à XI) évoque en effet le mode de vie de l’époque où règnent la convivialité, la gaieté, la générosité et une édifiante égalité entre tous les membres de la communauté. Les bonnes mœurs de la vie seigneuriale y sont relatées à l’occasion de la Fête du mai et de celle de la Saint-Jean-Baptiste.
La Nouvelle-France — le Régime français — est ainsi présentée comme l’Âge d’Or de la civilisation canadienne-française dont il faut perpétuer la mémoire. On trouve aussi, dans cette première partie, le récit de la légende de La Corriveau, laquelle fut pendue le 18 avril 1763 pour avoir tué son second mari, et dont le corps fut ensuite mis dans une cage de fer et exposé au carrefour d’un chemin à Pointe-Lévy. Le roman se conforme ainsi au mot d’ordre des Soirées canadiennes en transmettant mémoires, légendes et chansons, ce chapitre important de la mémoire populaire, de l’identité nationale. Ce roman n’est pas sans rappeler par moments ceux de Walter Scott par son décor gothique (incarné, notamment, par le personnage de la sorcière), le mélange des classes sociales et leurs différents niveaux de langage (savant et populaire).
Or, si la première partie du roman se donne à lire comme un tableau édifiant de la vie en Nouvelle-France, la seconde propose une représentation de la Conquête anglaise de 1760 à travers le mythe des frères ennemis. Les amis de collège Jules d’Haberville, Français né au Canada, et l’Écossais Archibald Cameron of Locheill (dit, Arché) seront en effet des ennemis lors de la Bataille de Sainte-Foy du 28 avril 1760, puisque Arché, en tant que sujet britannique, est contraint de combattre avec les Anglais. Cette construction narrative a pour effet de donner un visage sympathique à l’ennemi et de favoriser, après un long processus où entre en jeu notamment la Providence divine, une réconciliation avec le conquérant britannique.
On compte plusieurs romans historiques et romans d’aventures publiés à la même époque et en lesquels on remarque l’influence d’Eugène Sue, d’Alexandre Dumas et de James Fenimore Cooper. Les plus connus sont ceux de Joseph Marmette (L’intendant Bigot en 1872, et Le chevalier de Mornac. Chronique de la Nouvelle-France, 1664, en 1873), de Napoléon Bourassa (Jacques et Marie. Souvenir d’un peuple dispersé, en 1865), de Pamphile Le May (L’affaire Sougraine, en 1884, et Batailles d’âmes, en 1899), et de Wenceslas-Eugène Dick (Un drame au Labrador, en 1897).

Laure Conan, née Félicité Angers (1845-1924), a aussi publié quelques romans historiques : À l’œuvre et à l’épreuve (1893) où elle relate la vie du martyr jésuite Charles Garnier ; L’oublié (1900) où est mis en scène Lambert Closse aux premiers temps de la fondation de Ville-Marie (Montréal) ; La sève immortelle (1925) qui évoque les lendemains de la Conquête de 1760. Elle est aussi l’auteure de nombreuses biographies de personnages religieux ou historiques (Jeanne Le Ber, Jeanne Mance, Marguerite Bourgeoys, Louis Hébert). Elle a notamment dirigé de 1894 à 1898 la revue La Voix du Précieux Sang de la communauté des Sœurs Adoratrices du Précieux-Sang de Saint-Hyacinthe. Son œuvre est empreinte du discours messianique par son idéalisation d’une Nouvelle-France religieuse et glorieuse, et par une piété de type doloriste et sacrificielle inspirée, en particulier, de L’Imitation de Jésus-Christ de Thomas a Kempis. L’originalité de ses romans historiques réside dans le fait qu’elle met en scène non pas seulement des héros, mais des héroïnes, donnant ainsi une autre perspective à l’épopée canadienne. En publiant Angéline de Montbrun en 1884, Laure Conan propose un roman que l’on considère bien souvent comme le premier roman psychologique du Canada français. Le personnage d’Angéline n’est pas simplement habité, de manière machinale, par le discours de la piété doloriste et sacrificielle ; il est mû aussi par la force de son introspection, laquelle a pour effet de révéler une forme de crise existentielle. De ce point de vue, le roman ne correspond pas entièrement à l’horizon d’attente engendré par le discours de la survivance. Il s’agit en cela d’une œuvre riche et complexe, comme en témoigne d’ailleurs, depuis sa parution, les nombreuses interprétations, parfois contradictoires, du roman.

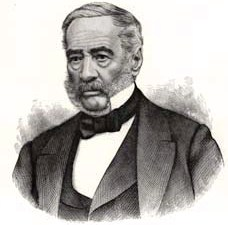
Philippe Aubert de Gaspé
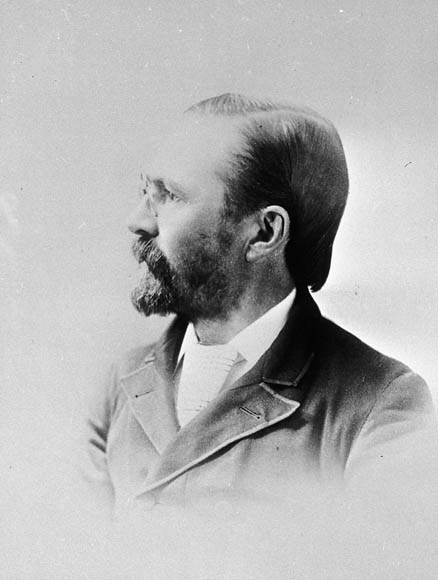
Joseph Marmette
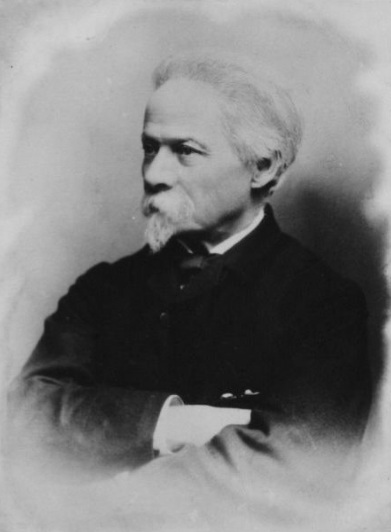
Napoléon Bourassa

### Des voix libérales et anticléricales

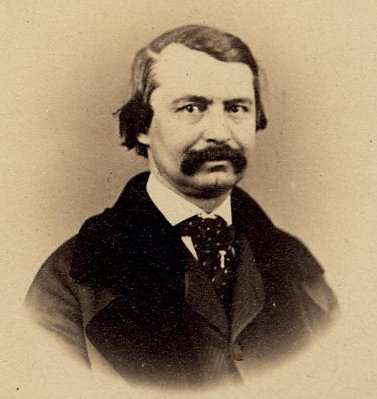
Louis-Antoine Dessaulles

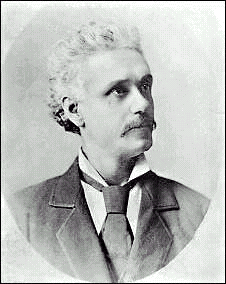
Arthur Buies

Rappelons que des voix dissidentes, libérales et anticléricales, se sont élevées contre la domination du discours de la survivance, associé à l’ultramontanisme. Ainsi en est-il de Louis-Antoine Dessaulles qui a publié, répondant aux attaques de Mgr Ignace Bourget contre les principes libéraux, son Discours sur la tolérance en 1868, et La grande guerre ecclésiastique en 1872, textes dans lesquels il dénonce la volonté de mainmise du clergé sur la société civile et la vie intellectuelle. Depuis les années 1960, l’histoire littéraire a cependant davantage retenu la contribution d’Arthur Buies, le chroniqueur ironique, en avance sur son époque, auteur des Lettres sur le Canada (1864) et de Chroniques, Humeurs et Caprices (1873) où il critique avec style tout autant le discours de Mgr Bourget que celui des jésuites. Fondateur de la revue pamphlétaire La lanterne en 1868, Buies défend la séparation de l’Église et de l’État, le progrès, la science, la liberté d’expression, la démocratie, la langue française. Après s’être réconcilié avec le catholicisme, il sera l’ami et le collaborateur du curé Antoine Labelle dans son entreprise de colonisation du Nord. 
Suite à sa conversion au protestantisme en 1860, le prêtre catholique Charles Chiniquy, devenu pasteur presbytérien, publie plusieurs ouvrages de nature religieuse qui connaissent un succès international. Traduit et publié à l'étranger, il est l'auteur canadien-français et canadien en général ayant eu la plus grande diffusion de son époque. En 1885, Chiniquy publie son livre le plus important, Cinquante ans dans l'Église romaine, dans lequel il relate son parcours et les raisons pour lesquelles il a quitté le catholicisme. 

### Le pays du rêve?

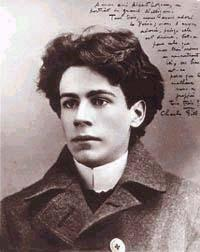
Émile Nelligan

Dans les dernières années du XIXe siècle, le célèbre poète adolescent Émile Nelligan écrit ses poèmes que son ami et mentor, Louis Dantin (né Eugène Seers) publiera en 1904. Sa poésie, par sa facture à la fois parnassienne et symboliste, par son imaginaire et sa musicalité et, à l’occasion, par son exotisme, rompt avec le discours patriotique et messianique de ses prédécesseurs. Ce qui ne l’empêche pas, en plusieurs poèmes, d’évoquer le Christ, les anges, les saints et les saintes, l’église, en lien avec les souvenirs de l’enfance ou de la vie du poète. Inspiré de Verlaine, Nelligan accorde la prédominance à la musicalité, comme dans ces vers de « Fantaisie créole » : « Or, la pourpre vêt la véranda rose / Au motif câlin d’une mandoline, / En des sangs de soir, aux encens de rose, / Or, la pourpre vêt la véranda rose / […] La musique embaume et l’oiseau s’en grise ; / Les cieux ont mené leurs valses astrales ; / La Tendresse passe au bras de la brise ; / La musique embaume, et l’âme s’en grise. » La renommée d’Émile Nelligan repose aussi sur son destin tragique, lui qui sombre dans la folie à l’âge de vingt ans, comme l’annonce les derniers vers de son plus célèbre poème, « Le Vaisseau d’or » : « Ce fut un Vaisseau d’or, dont les flancs diaphanes / Révélaient des trésors que les marins profanes, / Dégoût, Haine et Névrose, entre eux ont disputés. / Que reste-t-il de lui dans la tempête brève ? / Qu’est devenu mon cœur, navire déserté ? / Hélas ! Il a sombré dans l’abîme du Rêve ! ... » Nelligan en est venu par la suite à incarner, au Canada français, le poète au génie incompris, icône ou figure mythique d’un drame national.

### Théâtre
Sur le plan théâtral, on trouve notamment des drames historiques, comme c’est le cas des pièces Félix Poutré (1871) et Papineau (1880) de Louis-Honoré Fréchette qui évoquent les Rébellions des Patriotes de 1837 et 1838. Elzéar Paquin propose Riel. Une tragédie en quatre actes (1886), dans laquelle est relaté le soulèvement des Métis de l’Ouest contre le gouvernement canadien, jusqu’à la pendaison de leur chef, Louis Riel, en 1885. On trouve également plusieurs adaptations des romans canadiens de l’époque, dont celle des Anciens Canadiens de Philippe Aubert de Gaspé, sous le titre, Archibald Cameron of Locheil ou un épisode de la guerre de Sept Ans en Canada (1865) par les abbés Joseph-Camille Caisse et Pierre-Arcade Laporte.

## Terroir, exotisme, réalisme: 1900–1950[69]
Au début du XXe siècle, l’avènement d’une littérature canadienne qui, comme la poésie de Nelligan, s’inspire des plus récents mouvements littéraires français, va susciter une réaction, un débat, sinon un conflit entre les partisans du discours régionaliste ou terroiriste et ceux que l’on nomme, les « Exotiques ». Mgr Camille Roy, qui deviendra professeur de lettres à l’Université Laval, prononce en 1904 une célèbre conférence — « La nationalisation de la littérature canadienne » — dans laquelle il met en garde les écrivains contre l’influence de la littérature française contemporaine, considérant que l’âme canadienne, avant tout chrétienne, doit plutôt s’inspirer de la littérature classique des XVIIe et XVIIIe siècles. Ce mot d’ordre, sans être suivi à la lettre, s’incarnera dans la poésie, le récit bref et le roman régionalistes — que l’on nomme aussi, parfois, roman de la terre ou roman du terroir — des trois premières décennies du siècle. Cette littérature du terroir fait l’éloge de la vie du paysan catholique canadien-français, figure authentique et idéale de la nation, conformément en cela au discours clérico-nationaliste — en écho au discours de la survivance — selon lequel, sous la gouverne de l’Église, le mode de vie rural assure l’épanouissement de la famille, de la paroisse, de la nation, la sauvegarde des traditions, de la foi et de la langue française. Ce conservatisme clérical se fait entendre également dans la littérature sentimental, où, le mot d’ordre est de promouvoir les valeurs domestiques traditionnelles. C’est-à-dire, de promouvoir le mariage ainsi que le respect des serments qui le composent.

### La littérature du terroir
La littérature du terroir se manifeste en particulier sous la forme de très brefs récits, comme dans les recueils Chez nous (1914) d’Adjutor Rivard, Les Rapaillages (1916) de Lionel Groulx et Vieilles choses… Vieilles gens (1926) de Georges Bouchard. Dans ces récits sont évoqués avec vénération des personnages (le moissonneur, le curé du village, le forgeron), des objets (le rouet, le ber, le poêle), ou bien diverses activités liées à la ferme : l’heure des vaches, la criée pour les âmes, les semailles. Outre le débat sur le plan littéraire, l’immigration massive des Canadiens français vers les usines des États-Unis et le changement de leur mode de vie dû à l’urbanisation du Québec, a aussi favorisé l’émergence de ce discours. Dans le roman Restons chez Nous ! (1908), qui a pu être considéré comme le modèle du roman de la terre, Damase Potvin dessine d’ailleurs un sombre tableau de l’exil américain de son personnage — solitude, ennui, intempérance, maladie, mort —, afin de mieux célébrer la vie sur la ferme : « Enfants, suivez la profession de vos pères ; ne rougissez pas de mettre la main à la charrue. Cette profession est noble parce qu’elle est aussi ancienne que la créature. Rien n’est meilleur que l’agriculture, rien n’est plus beau, rien n’est plus digne d’un homme libre ».

La vogue du roman du terroir se poursuivra avec la publication, notamment, de La terre (1916) d’Ernest Choquette, Un cœur fidèle (1924) de Blanche Lamontagne et de La terre vivante (1925) d’Harry Bernard. L’histoire a cependant surtout retenu, en raison de son extraordinaire succès, Maria Chapdelaine (1916), de l’écrivain français Louis Hémon. À la fin du roman, Maria entend une voix lui dire : « De nous-mêmes et de nos destinées, nous n’avons compris clairement que ce devoir-là : persister… nous maintenir… Et nous nous sommes maintenus, peut-être afin que dans plusieurs siècles encore le monde se tourne vers nous et dise : Ces gens sont d’une race qui ne sait pas mourir… Nous sommes un témoignage ». Félix-Antoine Savard s’inspirera de ce discours de résistance dans Menaud, maître-draveur (1937). 

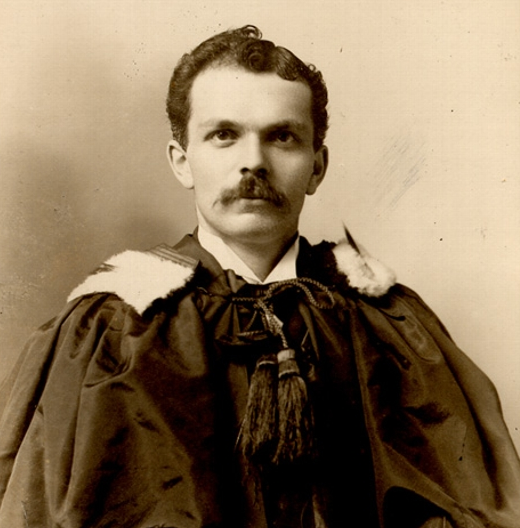
Adjutor Rivard
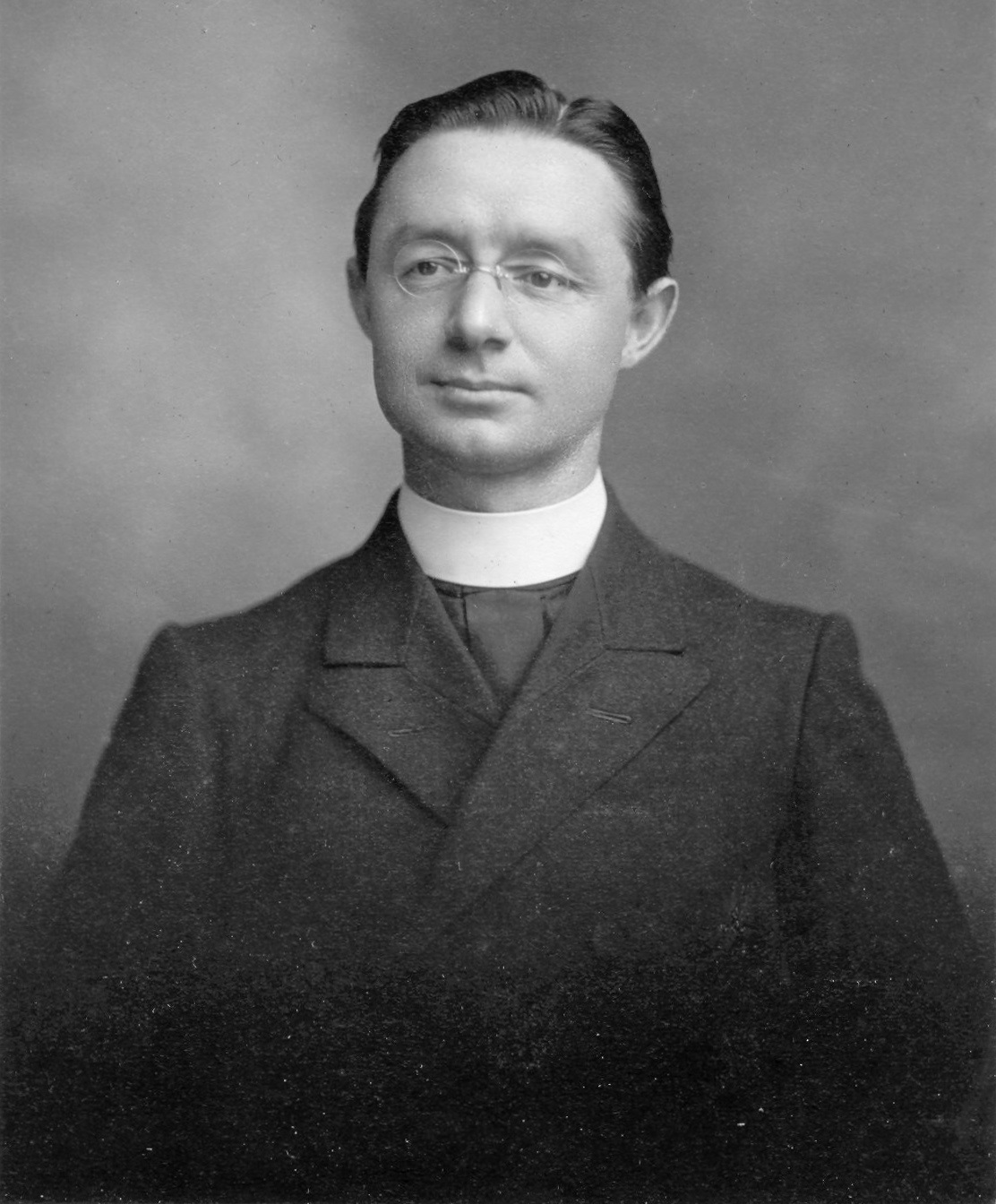
Lionel Groulx
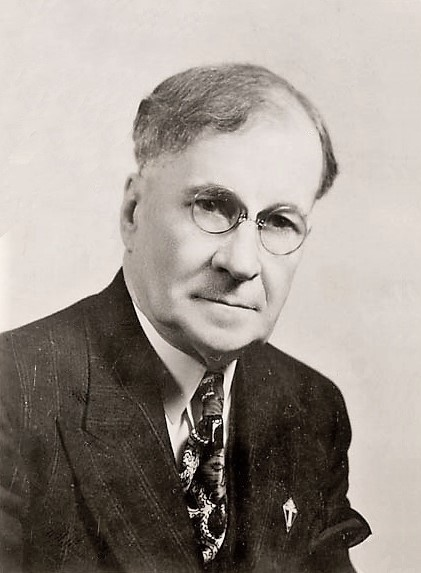
Damase Potvin
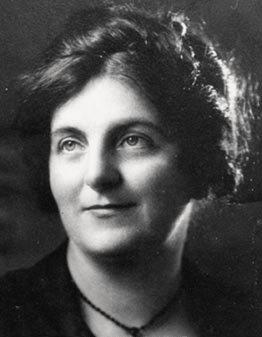
Blanche Lamontagne
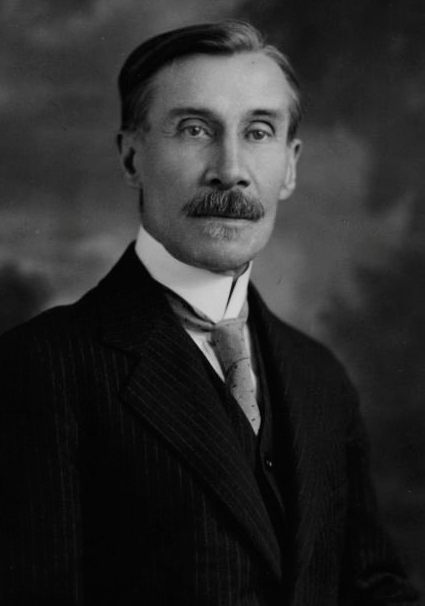
Ernest Choquette

En 1938, Léo-Paul Desrosiers publie Les engagés du Grand Portage, un roman sur la traite des fourrures qui évoque un monde cruel, soumis à la loi du plus fort et à la seule quête du profit, rompant ainsi avec une vision idéalisée du coureur des bois. D’autres romans proposent une vision bien moins idéalisée de la vie catholique du Canada français. C’est le cas de Marie Calumet (1904) de Rodolphe Girard qui, avec humour, décrit de manière irrévérencieuse la vie dans un presbytère de village. Dans La scouine (1918), Albert Laberge évoque un monde paysan dominé par la misère, l’égoïsme, la cruauté, la haine, la mesquinerie, la détresse, contraire en cela au discours de la Charité chrétienne. Claude-Henri Grignon, dans Un homme et son péché (1933) relate, avec plus d’ambiguïté cependant en ce que la religion s’y trouve respectée, l’existence d’un paysan, Séraphin Poudrier, que l’avarice conduit à la concupiscence, à l’égoïsme, à un manque de charité envers le prochain, à une négation de Dieu. Trente arpents (1938) de Ringuet (né Philippe Panneton) est considéré comme un roman qui rompt avec l’idéalisation de la littérature du terroir par une vision que l’on a pu qualifier de réaliste du monde rural, où le paysan est plutôt dominé par l’habitude, sinon la fatalité, et entretient un rapport somme tout superficiel à la religion. Le Survenant (1945) de Germaine Guèvremont présente aussi une vision non idéalisée du paysan, décrivant avec réalisme son mode de vie dans les îles de Sorel, tout en évoquant de manière fort positive le nomade (le Survenant), l’aventurier, incarnation notamment de la parole et du désir.

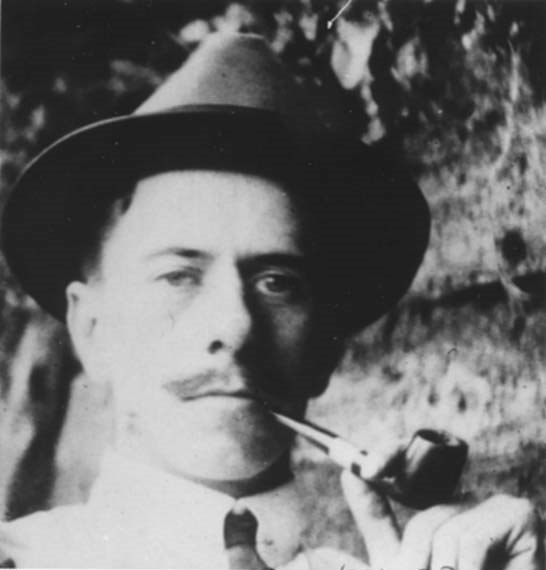
Louis Hémon
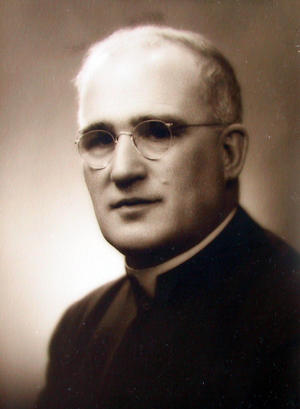
Félix-Antoine Savard
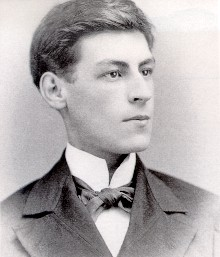
Rodolphe Girard
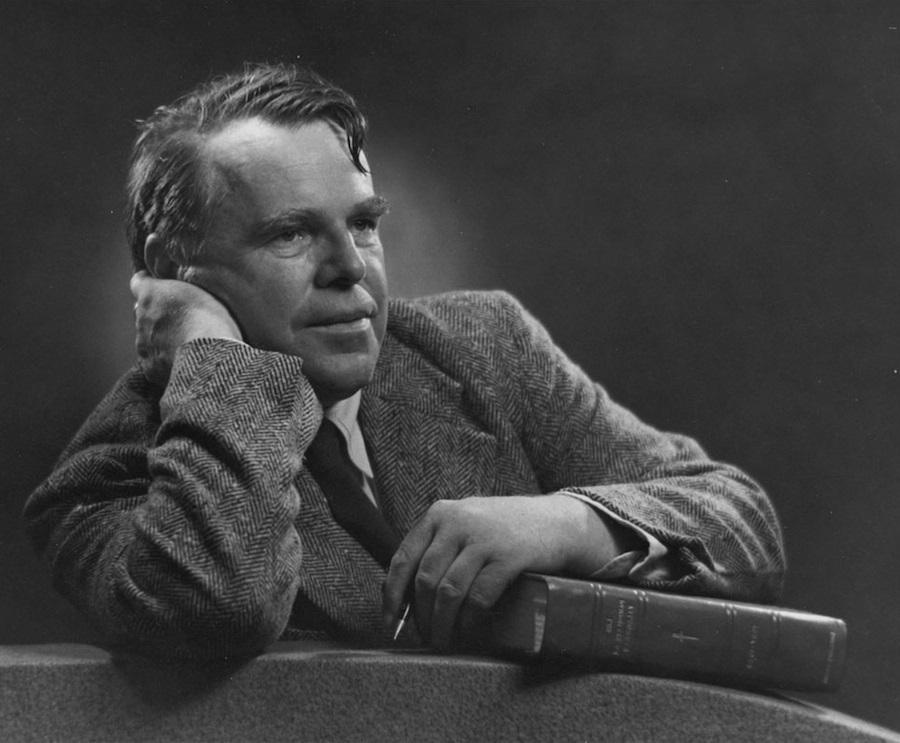
Claude-Henri Grignon
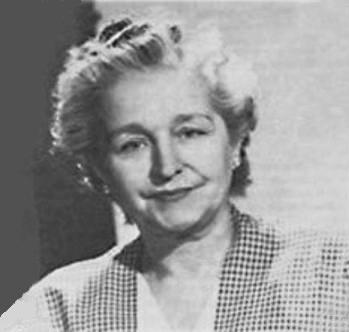
Germaine Guèvremont

### Par delà les Exotiques

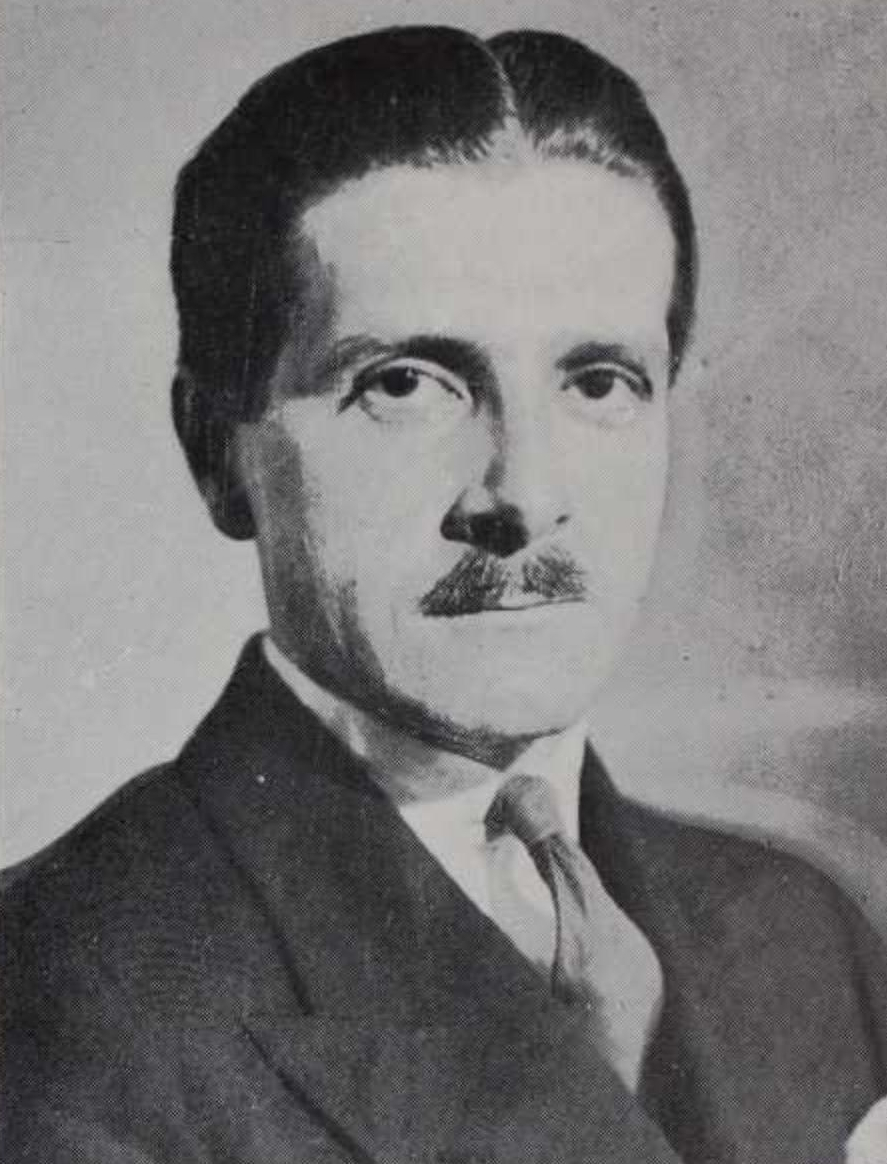
Jean-Aubert Loranger

À l’opposé de la poésie du terroir qui chante la vie rurale catholique du Canada français, les poètes dits « Exotiques » par les régionalistes ou terroiristes se réclament plutôt, comme Émile Nelligan avant eux, de l’Art pour l’Art. Ainsi en est-il de Guy Delahaye (Les Phases, 1910), Paul Morin (Le Paon d’émail, 1911), Marcel Dugas (Psyché au cinéma, 1916) et Jean-Aubert Loranger (Les Atmosphères, 1920). Or, plusieurs de ces écrivains ne sont pas tant des anti-nationalistes que des écrivains qui refusent de limiter le travail de l’artiste au programme littéraire du régionalisme comme le déclare Fernand Préfontaine dans un article de la revue Le Nigog (revue des « Exotiques » fondée en 1918) : « Parce que nous avons toujours prêché la liberté de choix du sujet, on en a conclu injustement, malgré nos réclamations, que nous rejetions toute œuvre d’art dont le sujet serait canadien. […] C’est ridicule d’être obligé de répéter, encore une fois, que, pour la formation d’un art canadien, il est en premier lieu absolument nécessaire de laisser nos artistes suivre leurs inspirations et de ne pas les astreindre à des thèmes officiels ».
En publiant À l’ombre de l’Orford en 1930, Alfred Desrochers parvient à réconcilier ses deux discours — régionaliste et exotique — puisque sa poésie est élaborée sur le plan de la forme comme les parnassiens et qu’il traite de sujets canadiens traditionnels de manière non pas magnifiée, mais tout à la fois épique, lyrique et réaliste. Dans le poème « Liminaire » du recueil, on peut lire ces vers : « Et je rêve d’aller comme allaient les ancêtres ; / J’entends pleurer en moi les grands espaces blancs, / Qu’ils parcouraient, nimbés de souffles d’ouragans, / Et j’abhorre comme eux la contrainte des maîtres ». Alfred Desrochers a également entretenu une correspondance avec l’écrivain et critique Louis Dantin, laquelle permet de mieux comprendre divers aspects et enjeux de la littérature québécoise de cette époque.

### Ruptures diverses dans les années 1930

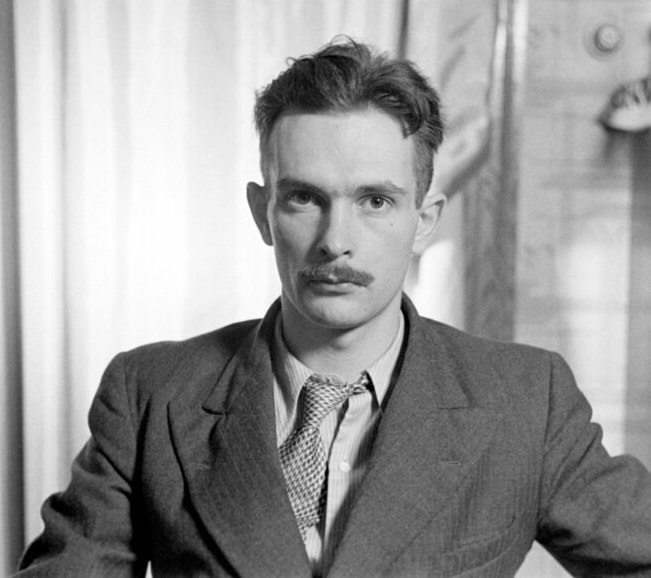
Hector de Saint-Denys Garneau

La publication de Regards et jeux dans l’espace en 1937 par Hector de Saint-Denys Garneau est aussi en rupture avec la poésie du terroir. Par sa forme d’abord, le poète pratique le vers libre, s’affranchissant de la sorte du vers métrique et de la rime. Sa poésie ne prend pas appui non plus sur un vocabulaire rare ou recherché, mais s’avère bien plutôt proche de la prose, comme dans ces vers de son célèbre poème « Accompagnement » : « Je marche à côté de moi en joie / J’entends mon pas en joie qui marche à côté de moi / Mais je ne puis changer de place sur le trottoir / Je ne puis pas mettre mes pieds dans ces pas-là / et dire voilà c’est moi ».
Ce discours de l’inadéquation à soi et au monde sera interprété par certains comme le signe d’une aliénation inhérente à la culture religieuse du Canada français et, par d’autres, comme l’incarnation d’une modernité de l’inachèvement, de la négativité. Avec Les îles de la nuit (1944), la poésie d’Alain Grandbois est plutôt d’un lyrisme incantatoire, relatant une quête d’absolu qui se défait dans l’expérience du temps, de la finitude, de la mort, où la présence de la femme, de la fiancée, est parfois salvatrice. Les premiers vers du recueil évoquent un face à face vertigineux entre le sujet, le cosmos, la nature : « Ô tourments plus forts de n’être qu’une seule apparence / Angoisse des fuyantes créations / Prière du désert humilié / Les tempêtes battent en vain vos nuques bleues / Vous possédez l’éternelle dureté des rocs / Et les adorables épées du silence ont en vain défiée vos feux noirs / Tourments sourdes sentinelles / Ô vous soutes gorgées de désirs d’étoiles ». Alain Grandbois, globe-trotter, laisse une œuvre en prose où se manifeste ce goût du voyage et de l’aventure avec Né à Québec (1933) et Les Voyages de Marco Polo (1941).
En 1934 est fondée la revue La Relève, une revue d’inspiration personnaliste prônant une réforme du catholicisme. Alors que le discours catholique dominant, post-tridentin, insiste notamment sur la condition pécheresse de l’homme et, par conséquent, sur la nécessité pour le pécheur de mener une vie d’expiations, de se soumettre à l’Église, le personnalisme propose, contre cette conception pessimiste de l’Homme, une vision où le croyant n’est pas que déterminé par le mal et le péché, mais est appelé, en tant que personne, à devenir lui-même, à faire preuve de réalisme, à trouver sa vocation et sa place active dans la communauté. Ce discours ouvre une brèche dans le discours clérico-nationaliste et terroiriste par sa valorisation de la vie intérieure, par l’affirmation d’une conscience autonome et libre, personnelle. Dans ses romans, Ils posséderont la terre (1941) et Fontile (1945), Robert Charbonneau, l’un des fondateurs de La Relève, traduit cette exigence, cette recherche d’un équilibre entre intériorité et extériorité. Robert Élie, collaborateur de La Relève, évoque aussi cette quête dans son roman, La fin des songes (1950). Le roman a alors une dimension psychologique, comme c’est le cas aussi dans Au-delà des visages (1948) d’André Giroux et Terres stériles (1953) de Jean Filiatrault.

Dans les années 1930, plusieurs femmes — dont, Alice Lemieux, Éva Senécal, Simone Routier, Medjé Vézina — se consacrent à la poésie, ouvrant la voie à une écriture davantage tournée vers l’intériorité, l’amour et le désir. En 1931, Jovette Bernier publie La chair décevante, un roman qui fera date par l’audace de son sujet : une fille mère, un inceste presque consommé, la folie. Ce roman d’une femme emportée dans la tourmente de l’amour, de la chair (ou du désir), heurtait ainsi le discours d’une certaine morale chrétienne. Le roman est aussi remarquable en ce qu’il décrit un mode de vie bourgeois, sinon luxueux (croisières, voyages en Europe), à l’opposé du discours et de l’imaginaire du roman régionaliste. Jovette Bernier connaîtra ensuite une longue et fructueuse carrière à la radio, notamment avec l’émission à sketches humoristiques, Quelles nouvelles, de 1939 à 1958. Elle fut aussi scénariste (avec Guy Fournier) du téléroman Rue de l’anse (1963-1965).

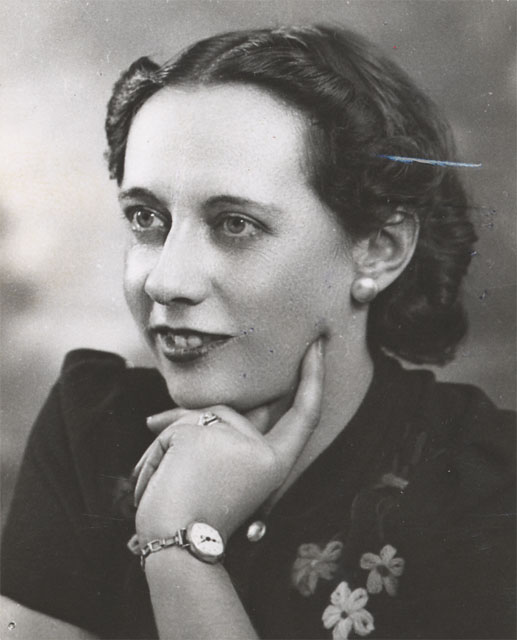
Alice Lemieux
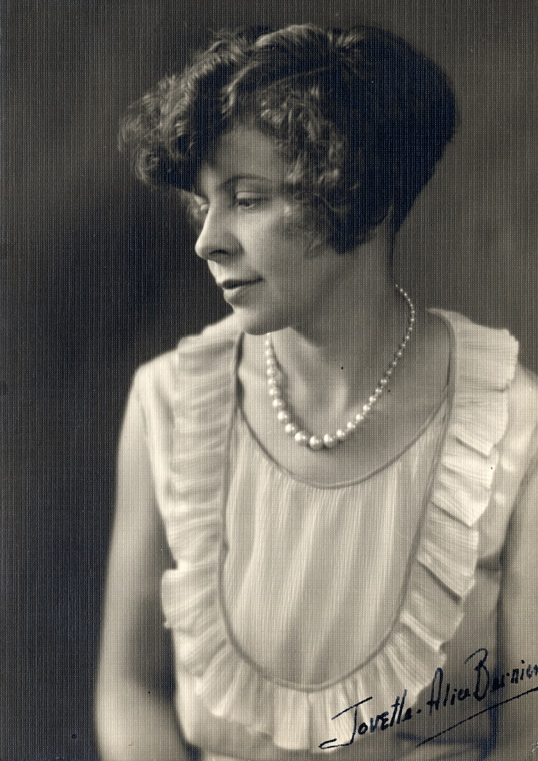
Jovette Bernier
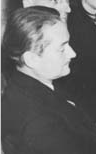
Alain Grandbois
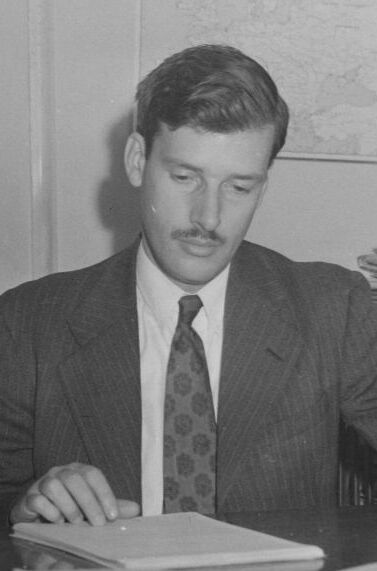
Robert Charbonneau

### Romans urbains

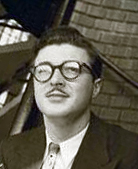
Roger Lemelin

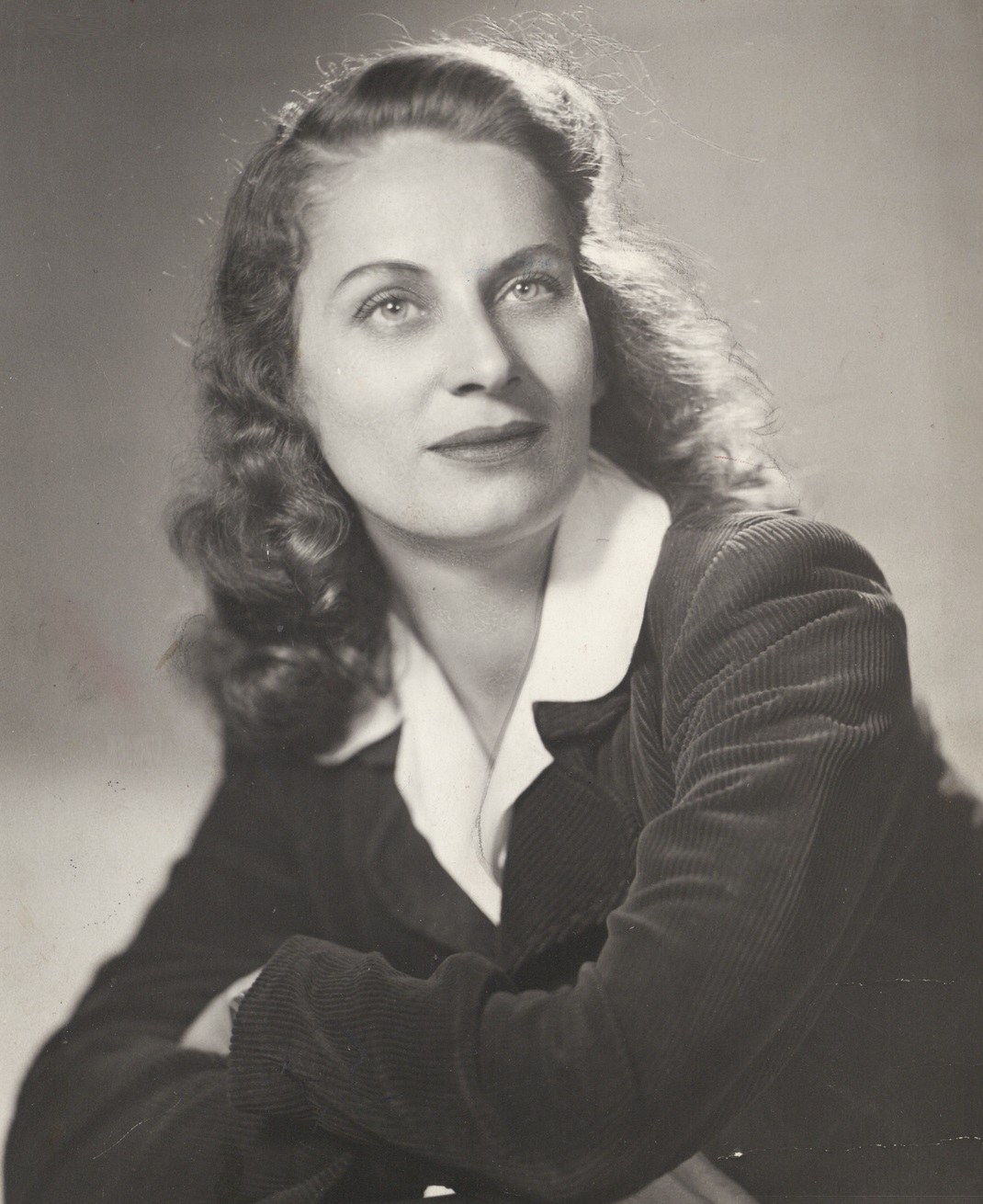
Gabrielle Roy

En marge d’une littérature du terroir considérée comme idéalisante, on peut lire aussi dans les années 1940 des romans urbains qui proposent une vision davantage réaliste du Canada français. Roger Lemelin, dans Au pied de la pente douce (1944), évoque avec ironie la culture catholique doloriste et pénitentielle dans une paroisse ouvrière de la basse-ville de Québec. Le réalisme du roman réside dans ce regard ironique, distancié, critique, et dans la description d’un milieu social populaire marqué par la bigoterie et la pauvreté. On note aussi l’émergence d’un personnage-écrivain (Denis Boucher) par lequel se manifeste le statut problématique de la parole dans ce milieu social. Son plus célèbre roman, Les Plouffe (1948), lequel a connu un très grand succès dans une adaptation pour la télévision, décrit aussi avec réalisme la vie d’une famille ouvrière canadienne-française des années 1940. Bonheur d’occasion (1945) de Gabrielle Roy, désormais un classique de la littérature québécoise, relate la vie d’une famille ouvrière du quartier Saint-Henri à Montréal dans les années 1930-1940. Le réalisme du roman repose d’abord sur la description du quartier et des conditions de vie de la famille Lacasse, touchée par la pauvreté. Les deux personnages principaux du roman, Florentine Lacasse et Jean Lévesque, ne sont pas fatalistes ou résignés, habités qu’ils sont par la volonté de sortir de leur milieu, de réussir dans la vie. Le roman évoque en cela un monde social en transition.

### Le roman sentimental en fascicule
Le roman sous forme de fascicule se popularise au Québec à la suite de l'émergence de la production presque industrielle des livres à partir des années 1870. Cette production industrielle du livre ouvre d’un éventail de potentiel consommateur de plus en plus large s’accompagne d’une adaptation de la publicité à grande échelle, c’est ainsi qu’arrivent les gros titres racoleurs, les formes et les couleurs vives qui attirent l’œil dans les journaux et sur les couvertures de livres. Ces livres. issues de la nouvelle forme de production, arrivent en masse sur les kiosques des tabagies et dans les librairies, il y a de la nouveauté chaque semaine. Ceux-ci sont  majoritairement composés de 30 à 60 pages et traitent d'histoire d'amour et d'aventure. Malgré cette arrivée en masse de ces petits ouvrages, l'historiographie reste timide en ce qui est question de la consommation de ceux-ci auprès de la population globale entre 1870 et l'après-guerre. Ce sont les travaux de Marie-Pier Luneau et Jean-Philippe Warren avec leur ouvrage "l'amour à dix sous" qui s'intéressera au contenu des petits fascicules. L'étude constate que, dans la période de l'après-guerre, les romans en fascicule exprime les fantasmes des classes populaires québécoises : "on y conduit des voitures rutilantes, fréquente les plus beaux quartiers de Montréal, dîne dans les meilleurs restaurants, tout en s’aimant d’une passion brûlante qui semble garantir une jeunesse éternelle". Entre 1940 et 1970, nous pouvons répertorier jusqu’à 238 séries et 11 282 fascicules toutes maisons d’éditions et collections confondues, l’extrême majorité est des romans sentimentaux ou des romans policiers (avec quelques touches de romance).

### Refus global

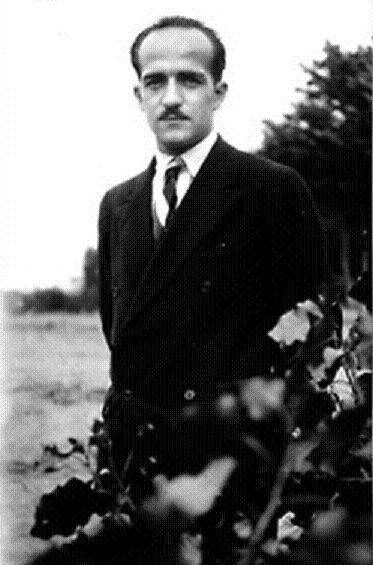
Paul-Émile Borduas

À la fin des années 1940 paraît le manifeste Refus Global (1948), rédigé par le peintre Paul-Émile Borduas. Comme son titre l’indique, ce manifeste veut rompre de manière radicale avec la culture clérico-nationaliste du Canada français : « Au diable le goupillon et la tuque ! Mille fois ils extorquèrent ce qu’ils donnèrent jadis. Par-delà le christianisme nous touchons la brûlante fraternité humaine dont il est devenu la porte fermée. Le règne de la peur multiforme est terminé. […] PLACE À LA MAGIE ! PLACE AUX MYSTÈRES OBJECTIFS ! PLACE À L’AMOUR ! PLACE AUX NÉCESSITÉS ! » Cette rupture est proclamée notamment au nom d’un nouveau discours pictural, non figuratif, l’automatisme ou l’automatisme surrationnel, lequel s’inspire du surréalisme, du discours sur l’inconscient. Refus global a été, lors de la Révolution tranquille, célébré, sinon mythifié, comme le texte emblématique de l’avènement de la modernité dans les arts, les lettres, la culture, mettant ainsi fin au règne de la tradition.
Le poète et dramaturge Claude Gauvreau, l’un des signataires du Refus global, s’inscrit dans la mouvance automatiste par son recours à ce qu’il nomme, « l’exploréen », une poétique qui traite le langage comme un matériau plastique (plus que simplement référentiel), comme dans ce début du poème, « Zeuthe » de son recueil, Étal mixte (1950) : « Gadriuduf — œil de blanchècq / sol si mamouêr — condidda dadduc dollussec dassic sic — salssic de chimoêr […] » . L’empreinte du surréalisme est également présente chez d’autres poètes de cette époque, dont Paul-Marie Lapointe qui publie Le Vierge incendié (1948), et Gilles Hénault avec son recueil, Signaux pour les voyants (1941-1962).

### Théâtre
Sur la scène théâtrale, au début du XXe siècle, on trouve encore des drames historiques, comme Le drapeau de Carillon (1901) de Laurent-Olivier David, Le secret des Plaines d’Abraham (1909) de Joseph-Eugène Corriveau, et Aux jours de Maisonneuve (1921) de Laure Conan. On remarque en particulier l’immense succès populaire d’Aurore, l’enfant martyr (1921) de Léon Petitjean et d’Henri Rollin. Dans les années 1940-1950, ce sont les revues à sketches de Gratien Gélinas, Les Fridolinades, qui obtiennent un vif succès populaire. Son personnage principal, Fridolin (interprété sur scène par Gélinas), parle la langue du peuple et propose une vision comique et satiriste de son époque. Gratien Gélinas est aussi l’auteur de la pièce Tit-Coq (1948), devenue un classique de la dramaturgie québécoise.

## Rupture, continuité et mémoires:  1950-2000[98]

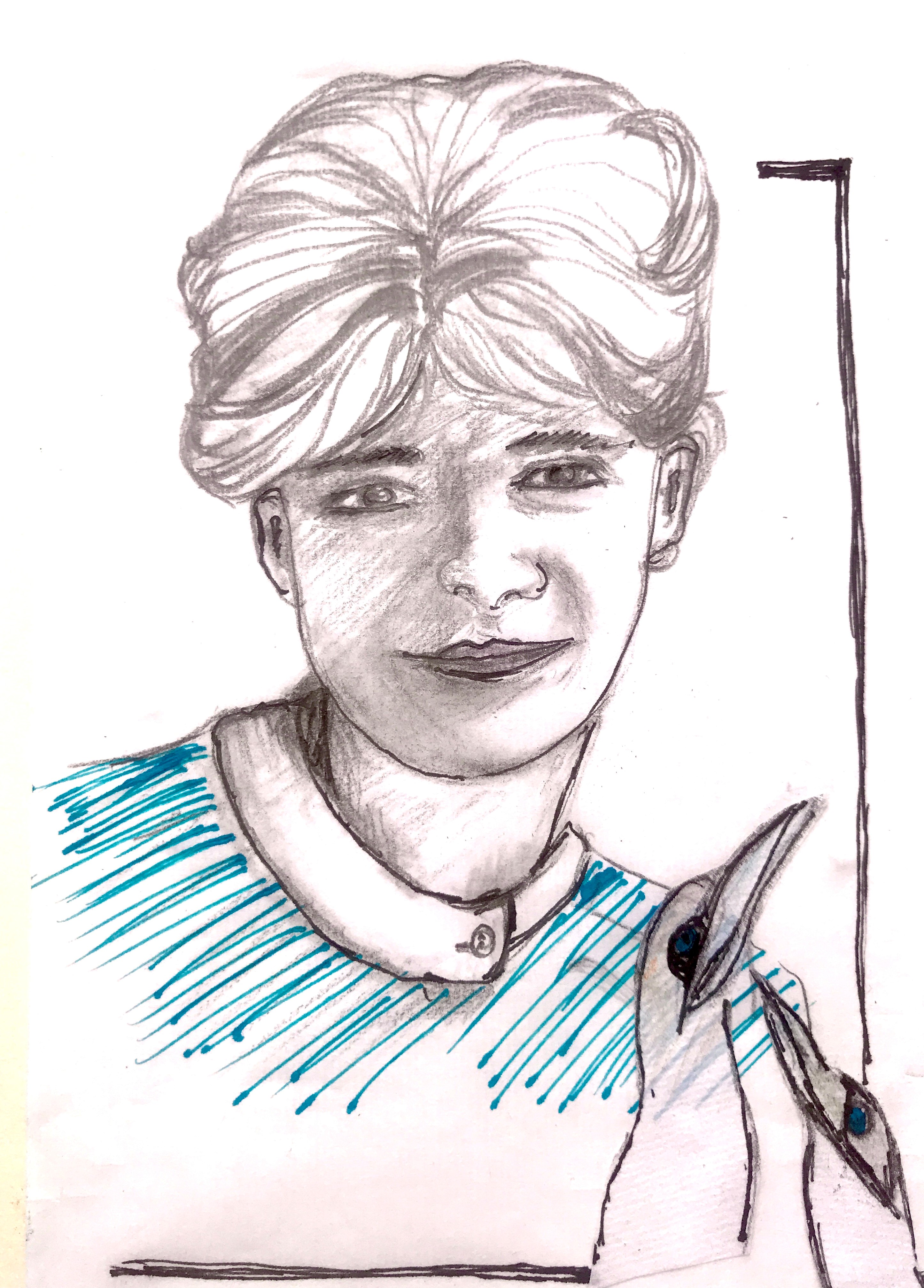
Anne Hébert

Dans la foulée du Refus Global, la critique du Canada français clérico-nationaliste ira en s’accentuant au cours des années 1950, notamment à la revue Cité Libre, sous la plume en particulier des Gérard Pelletier, Pierre Elliott Trudeau, Jean Le Moyne et Pierre Vadeboncœur. Peu à peu prend forme alors un discours — la Grande noirceur — selon lequel la société canadienne-française se serait enfermée dans ses traditions, refusant de la sorte la modernité et ses progrès. Le passé canadien-français est ainsi apparu, selon cette doxa, comme un nouvel âge des ténèbres dominé par le repli identitaire, la peur et l’irréalisme. La Révolution tranquille qui s’amorce alors, prenant le contre-pied de ce discours, sera considérée comme une époque marquée par l’émancipation individuelle et collective, par la modernisation de l’État du Québec. C’est en tournant le dos à ce Canada français jugé obscurantiste que s’imposera peu à peu un changement de nom : le Canadien français devient en effet un Québécois, identifié désormais à la modernité, à son État-Providence et à un nouveau discours national. La littérature est alors qualifiée de « québécoise ».

### Hébert, Langevin, Thériault, Bessette

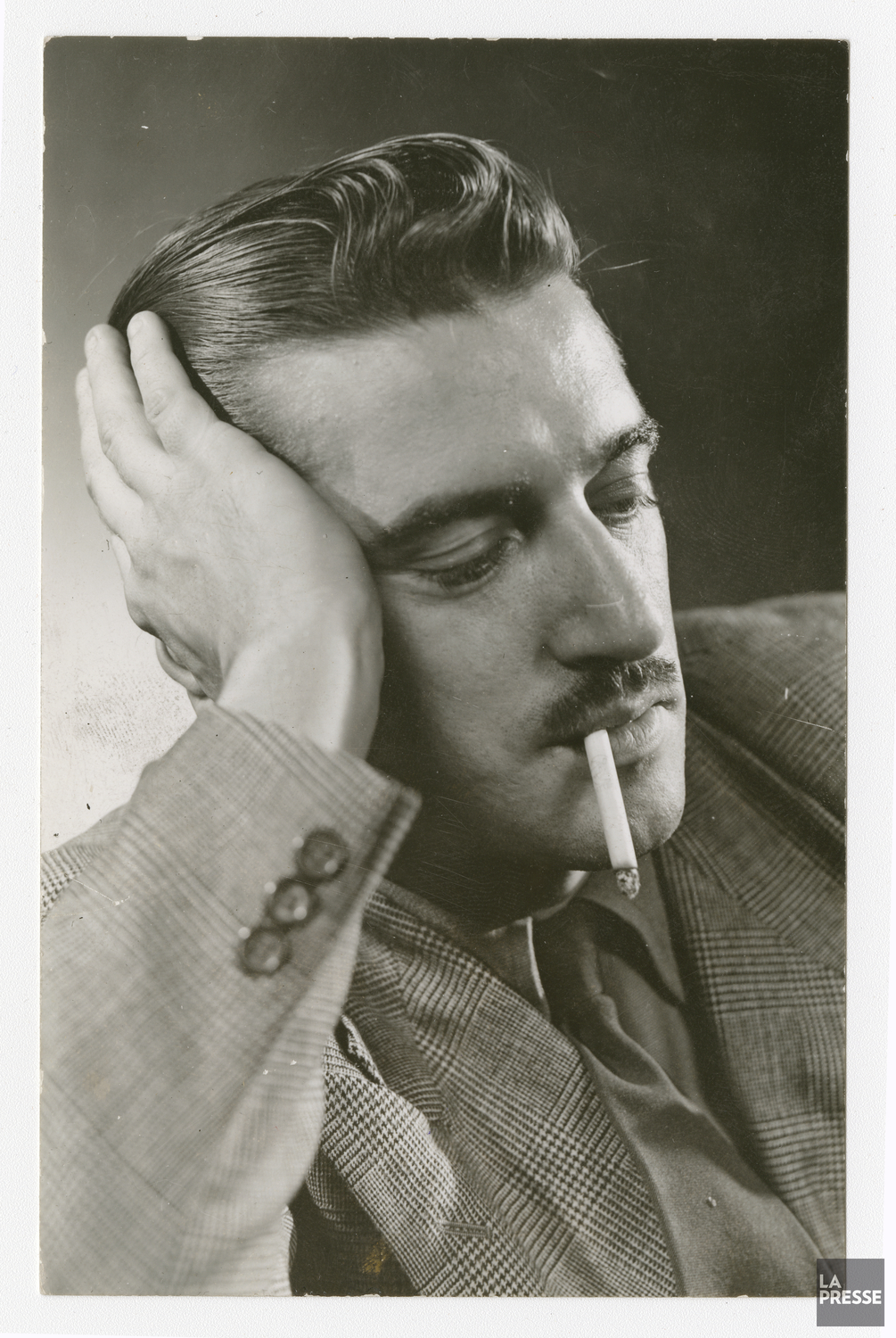
Yves Thériault

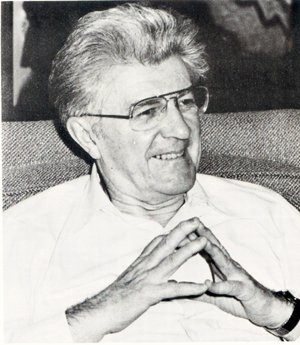
Gérard Bessette

Au cours des années 1950 émergent plusieurs écrivains qui laisseront aussi une marque durable dans le paysage littéraire québécois. À commencer par Anne Hébert qui publie Le Torrent en 1950, puis, un recueil de poésie, Le Tombeau des rois en 1953, et Les chambres de bois en 1958. Comme ce sera le cas pour la suite de son œuvre — dont, Kamouraska (1970), Les Enfants du sabbat (1975) et Les Fous de Bassan (1982) —, le lecteur découvre des personnages soumis à la violence de leurs passions, dont le désir se manifeste par l’inceste ou l’adultère, et sur qui pèse bien souvent une mémoire douloureuse. Anne Hébert aborde ainsi des questions universelles, mais dans le cadre de la société québécoise dont elle parvient à transmettre l’atmosphère particulière.
L’œuvre d’André Langevin — Évadé de la nuit (1951), Poussière sur la ville (1953), Le temps des hommes (1956) — évoque des histoires de filiations ratées, d’adultère, de suicide, d’impuissance, de haine et de folie, questions universelles encore, mais traduites dans le cadre particulier de la société québécoise. L’écrivain Yves Thériault est connu surtout pour ses romans portant sur le monde amérindien. Agaguk (1958), son plus célèbre roman, relate l’exploitation, puis la révolte d’un Inuit dans le Grand Nord québécois. Le roman propose non seulement un nouveau récit de fondation pour cette communauté, mais évoque aussi, ce qui est audacieux pour l’époque, le désir, l’érotisme des personnages. Deux autres romans s’ajouteront à ce roman : dans Tayaout, fils d’Agaguk (1969), est relaté le parachèvement par le fils de l’acte de fondation du père, alors que dans Agoak. L’héritage d’Agaguk (1975) est plutôt racontée l’échec de cette fondation sous le poids de l’acculturation, de l’influence néfaste de la vie moderne.
Dans son premier roman, La bagarre (1958), Gérard Bessette met en scène l’hétérogénéité linguistique de la société montréalaise, miroir non pas seulement de la diversité, mais de la difficulté pour l’écrivain de se situer et d’advenir par l’écriture, par une représentation réaliste qui cependant lui échappe. Le libraire (1960), son plus célèbre roman, décrit non seulement le poids de la censure cléricale dans une petite ville de province, mais un personnage, Hervé Jodoin le libraire, plutôt étranger à ce milieu par sa distance, son ironie. Dans la suite de son œuvre — en particulier, L’incubation (1965) et Le Cycle (1971) —, on retrouve, comme dans La bagarre, ce même vertige devant une représentation du monde qui échappe au code romanesque du réalisme.

### Portraits du colonisé: Miron, Aquin et Ferron
La fin du régime de l’Union nationale sous la gouverne de Maurice Duplessis correspond à l’avènement, au début des années 1960, de la Révolution tranquille avec, notamment, une libéralisation des mœurs et la mise en place d’un État-Providence québécois. Sur le plan idéologique et littéraire, on remarque que le discours sur le colonialisme élaboré par Albert Memmi (Portrait du colonisé, 1957) et Frantz Fanon (Les damnés de la terre, 1961), exerce alors une influence déterminante sur plusieurs écrivains. Le discours du martiniquais Aimé Césaire sur la négritude (Cahier d’un retour au pays natal, 1956) exercera aussi une influence certaine. Ce discours décolonial est particulièrement manifeste à la revue Parti pris (1963-1968) qui, de plus, se réclame du socialisme et plaide pour l’indépendance du Québec. Identifié surtout au discours de la droite clérico-nationaliste, le nationalisme passe ainsi à gauche. De ce point de vue, il y a à la fois rupture et continuité, en ce que la question nationale demeure, pour plusieurs écrivains, un enjeu majeur.

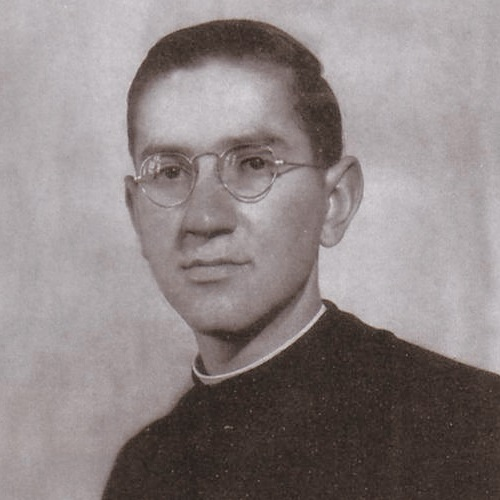
Gaston Miron

L’œuvre du poète Gaston Miron est particulièrement éloquente en ce qui concerne l’incidence du colonialisme canadien-anglais sur le Québec. L’auteur de L’Homme rapaillé (1970) retient notamment, à la suite d’Albert Memmi, que le colonisé est un être aliéné, relégué en marge de l’Histoire, comme il l’évoque dans son poème «Pour mon rapatriement » : « Homme aux labours des brûlés de l’exil / selon ton amour aux mains pleines de rudes conquêtes / selon ton regard arc-en-ciel arc-bouté dans les vents / en vue de villes et d’une terre qui te soient natales / je n’ai jamais voyagé / vers un autre pays que toi mon pays / un jour j’aurai dit oui à ma naissance / j’aurai du froment dans les yeux / je m’avancerai sur ton sol, ému, ébloui / par la pureté de bête que soulève la neige / un homme reviendra / d’en dehors du monde ».
La poésie de Miron est une poésie de la dépossession et de l’appel à l’appartenance, de la parole retrouvée contre ce qu’il nomme le « non-poème », du pays retrouvé par-delà les valeurs-refuges (repli dans la famille, les traditions folkloriques) et les illusions de l’universalisme abstrait, le fameux « citoyen du monde » qui, tournant le dos à sa condition de colonisé, ne se reconnaît que dans le malheur des autres peuples. Dans un texte théorique, « Un long chemin », Miron déclare : « Je m’efforçais de me tenir à égale distance du régionalisme et de l’universalisme abstrait, deux pôles de désincarnation, deux malédictions qui ont pesé constamment sur notre littérature ». Miron dénonce aussi dans « Décoloniser la langue » et « Le bilingue de naissance », un bilinguisme aliénant, rappelant de la sorte qu’il existe un rapport de force entre les langues, que le prestige ou le capital symbolique de l’anglais en Amérique, et qui plus est, en situation coloniale, se fait au détriment du français.
On trouve aussi chez Paul Chamberland (Terre Québec, 1964) et Yves Préfontaine (Pays sans paroles, 1967) une poésie qui dénonce le colonialisme tout en cherchant à nommer le pays, et donc, à le refonder. Si la poésie de Jacques Brault participe, en ses débuts, de ce discours avec Mémoire (1965) et La poésie ce matin (1971), la suite de son œuvre évoque davantage le désenchantement, sinon l’expérience de la solitude, de l’intime (L’En dessous l’admirable, 1975, ou le roman, Agonie, 1984). Bien que ses écrits en témoignent peu, Fernand Ouellette loge à la même enseigne que ses amis de la revue Liberté, la cause nationaliste lui tient à cœur. Dans cet esprit, lors de la crise d’Octobre, il refuse le prix du Gouverneur général. L’ensemble de son œuvre marque un profond intérêt pour la vie spirituelle.

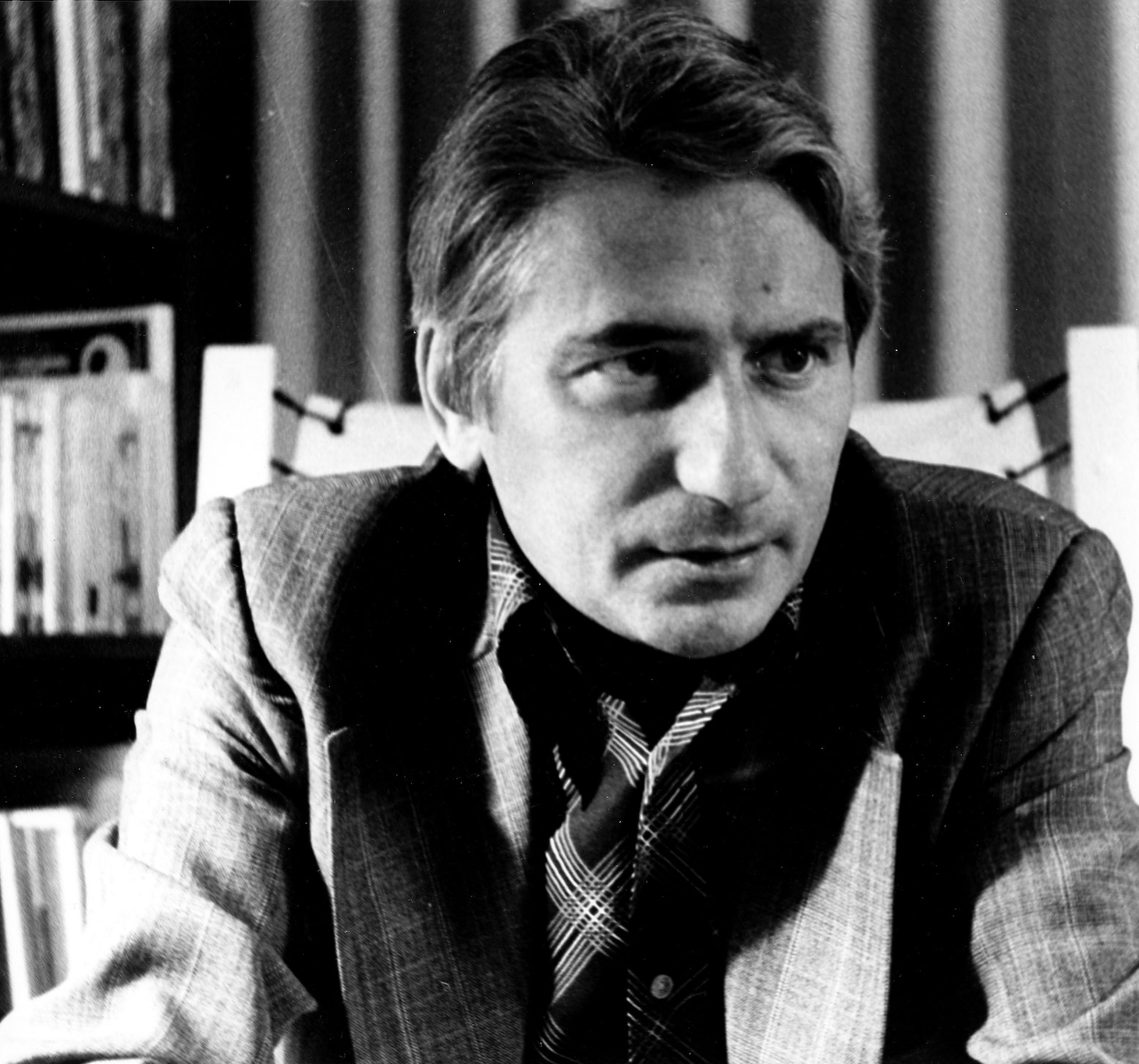
Hubert Aquin

Hubert Aquin est sans doute le romancier dont l’œuvre se rapproche le plus de ce discours sur le colonialisme. Dans son article fameux, « La fatigue culturelle du Canada français » publié dans la revue Liberté en mai 1962, Aquin dénonce aussi, notamment, l’universalisme abstrait et plaide en faveur d’une « culture globale » pour le Québec, incluant la pleine reconnaissance politique, remettant ainsi en question, par un autre détour, le repli sur la nation culturelle. Prochain épisode (1965) est le roman de l’alinéation du colonisé qui, pour se défaire d’un envoûtement mortifère, cherche une confrontation décisive avec le représentant du pouvoir dominant. Faute d’un acte de violence libérateur, l’écriture (du roman) apparaît dès lors comme un enlisement, une impasse, comme le constate le narrateur : « Rien n’est libre ici : ni mon coup d’âme, ni la traction adipeuse de l’encre sur l’imaginaire, ni les mouvements pressentis de H. de Heutz [l’ennemi], ni la liberté qui m’est dévolue de le tuer au bon moment. Rien n’est libre ici, rien : même pas cette évasion fougueuse que je téléguide du bout des doigts et que je crois conduire quand elle m’efface ».
Trou de mémoire (1968) sera le roman de la violence meurtrière, sacrificielle, fondatrice, libératrice, sublimée. Roman baroque par son jeu vertigineux sur les apparences, la violence fondatrice y apparaît comme ce que refoule ou cache, telle une anamorphose, l’ordre de la représentation et son pouvoir. La suite de l’œuvre romanesque — L’Antiphonaire (1969) et Neige noire (1974) — évoque aussi la quête d’une mort sublimée par la dimension sacrificielle. Le discours sur l’aliénation du colonisé au maître colonial n’est pas sans résonance avec le célèbre essai de Jean Bouthillette (1929-2015), Le Canadien français et son double (1972). Hubert Aquin est aussi l’auteur d’une œuvre médiatique (théâtre, téléthéâtre, journal, radio, cinéma) assez considérable et dont on commence à mesurer toute l’importance.

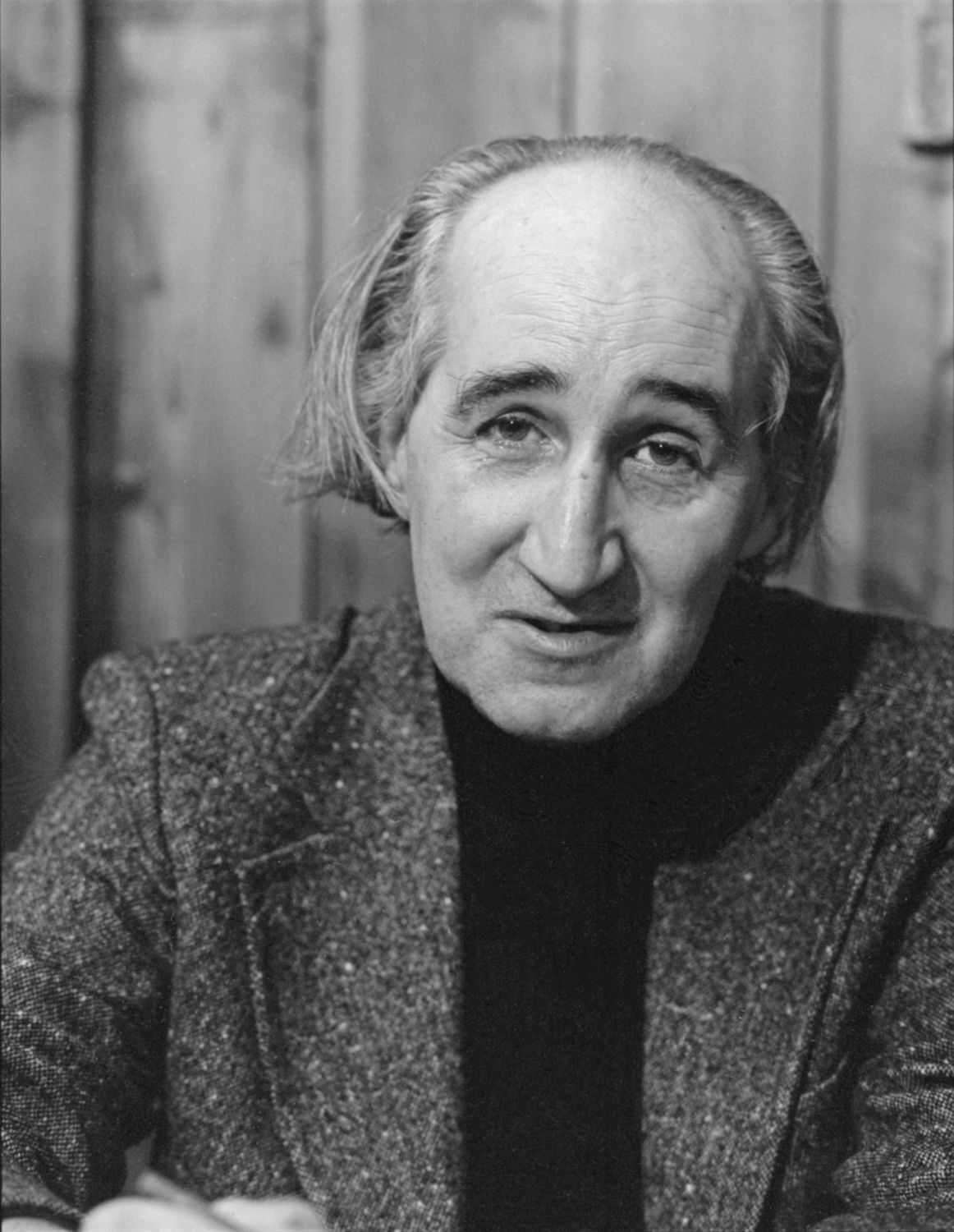
Jacques Ferron

À propos du discours sur le colonisé inspiré d’Albert Memmi, Jacques Ferron préfèrera parler de « demi-colonisé » en raison, notamment, du statut intermédiaire occupé, selon lui, par le Canadien français entre le colonisateur anglais et l’Amérindien, le véritable colonisé. Dès les Contes du pays incertain (1962), Ferron propose une vision du Canada français qui ne correspond pas en tout point au discours de la survivance et de la Grande noirceur, en particulier en ce qui concerne le rôle du clergé et de son discours sur le catholicisme. À l’opposé d’un modèle de piété doloriste et pénitentielle qui trouve dans la sainteté son idéal du Bien et de pureté, Ferron évoque un Canada français plus complexe sur ce plan dès lors que le Bien et le Mal cohabitent irrémédiablement en ce monde, comme c’est d’ailleurs le cas dans l’ordre social où vivent en opposition, mais néanmoins en complémentarité, le petit-village composé de métis francophones (ou magouas), lieu du péché, et le grand-village catholique aux fortes tendances puritaines, comme il le décrit dans une historiette intitulée, « Le Québec manichéen ».
Ainsi, pour Ferron, dans la société canadienne-française, « Dieu s’accommodait du diable ». Le diable ne sera donc pas associé dans son œuvre à la peur de l’enfer, mais à la ruse, au légendaire du diable dupé. Cela est particulièrement manifeste dans La chaise du maréchal ferrant (1972). Dans Le Saint-Élias (1972), le clergé du XIXe siècle n’est pas que dominé par des ultramontains en quête de pureté, mais par des prêtres capables, dès lors que le monde est impur, de s’accommoder du diable, comme peut le dire le chanoine Élias Tourigny à son ami, pourtant mécréant, le docteur François Fauteux : « Dieu n’a pas demandé de séparer l’ivraie du bon grain, sans doute parce qu’il y en a des deux côtés, du vôtre comme du mien. Mais revenons-en à l’humain, à ce mélange de lait et de fureur, de sang et de tendresse ». En pleine Révolution tranquille, Ferron propose ainsi une vision moins sombre du Canada français catholique d’autrefois, comme ce sera aussi le cas dans son roman, Le ciel de Québec (1969), une évocation des années 1930-1940 que l’on associe pourtant à la Grande noirceur. Dans une autre partie de son œuvre, Ferron évoque le combat contre le pouvoir canadien-anglais — incarné notamment par le personnage de Frank Archibald Campbell —, combat où se révèle le pouvoir et ses ruses, ainsi qu’on peut le lire dans La nuit (1965) — roman réécrit en partie et publié sous le titre Les confitures de coings en 1972 —, La charrette (1968) et Le salut de l’Irlande (1970).

### Blais, Ducharme, Tremblay, Beaulieu

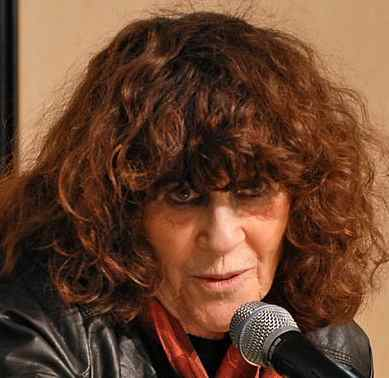
Marie-Claire Blais

Au début des années 1960, Marie-Claire Blais fait paraître ses premiers romans — La Belle Bête (1959), Tête blanche (1960), Le jour est noir (1962) — où apparaissent des personnages en bute aux conflits familiaux ou amoureux. En 1965, elle publie Une saison dans la vie d’Emmanuel — son plus célèbre roman, devenu un classique de la littérature québécoise —, dans lequel elle évoque avec réalisme la vie d’une famille de paysans enlisés dans la misère (pauvreté, maladie, mort), mais dont l’un des fils, Jean-Le Maigre, incarne la richesse du Verbe poétique et, en un sens, libérateur, malgré l’indigence. Cela donne au roman une double texture imaginaire, à la fois réaliste et fabuleuse, à la manière du conte. Dans sa trilogie romanesque — Manuscrits de Pauline Archange (1968), Vivre ! Vivre ! (1969), Les apparences (1970) —, Marie-Claire Blais relate le désir d’une adolescente de s’affranchir d’une piété marquée par l’obsession du péché. L’œuvre de Blais culmine dans l’immense cycle Soifs, composé de dix romans publiés entre 1995 et 2018. La phrase de ces romans s’étire longuement, bien souvent sans ponctuations, telle une vague qui emporte avec elle les voix de personnages angoissés devant un monde en voie d’effondrement. Ces romans polyphoniques évoquent cependant, sur fond de violences et de misères (guerre, racisme, terrorisme, maladie, drogue), des personnages en quête de justice.
Réjean Ducharme est d’abord connu comme étant l’écrivain de l’enfance et de l’adolescence en révolte contre le monde des adultes, surtout dans ses premières œuvres : L’avalée des avalées (1966), Le nez qui voque (1967), L’Océantume (1968), La fille de Christophe Colomb (1969), L’hiver de force (1973), Les enfantômes (1976). Bérénice Einberg, l’héroïne de L’avalée des avalés (1966) — l’un des personnages les plus célèbres de la littérature québécoise —, oscille entre la dissolution dans le monde (l’avalée) et un désir de souveraineté absolue sur celui-ci, un fantasme d’autoengendrement et la création d’une langue à soi (le bérénicien). Dans la seconde période de son œuvre romanesque — Dévadé (1990), Va savoir (1994), Gros mots (1999) —, les personnages, le plus souvent des adultes marginaux, s’avèrent non seulement inadaptés à l’ordre social, mais, sur le plan du désir, pris dans le regard de l’autre, ainsi qu’on peut le lire dans Dévadé : « Les autres vous définissent. Vous êtes un ci, un ça, ça n’arrête pas. Pour peu que ça parle, ça vous dit quoi être : une tache, une lumière, un insolent, une pitié, un rigolo […] ». Réjean Ducharme est aussi l’auteur de pièces de théâtre (Ines pérée et Ina tendu, 1976 et Ha ha !... 1978), de scénarios pour le cinéma (Les bons débarras, 1979 et Les beaux souvenirs, 1981). Il a aussi, sous le pseudonyme de Roch Plante, une œuvre de plasticien, des tableaux-assemblages d'objets divers qu’il a pu trouver ici et là, et qu’il nomme des « trophoux ».

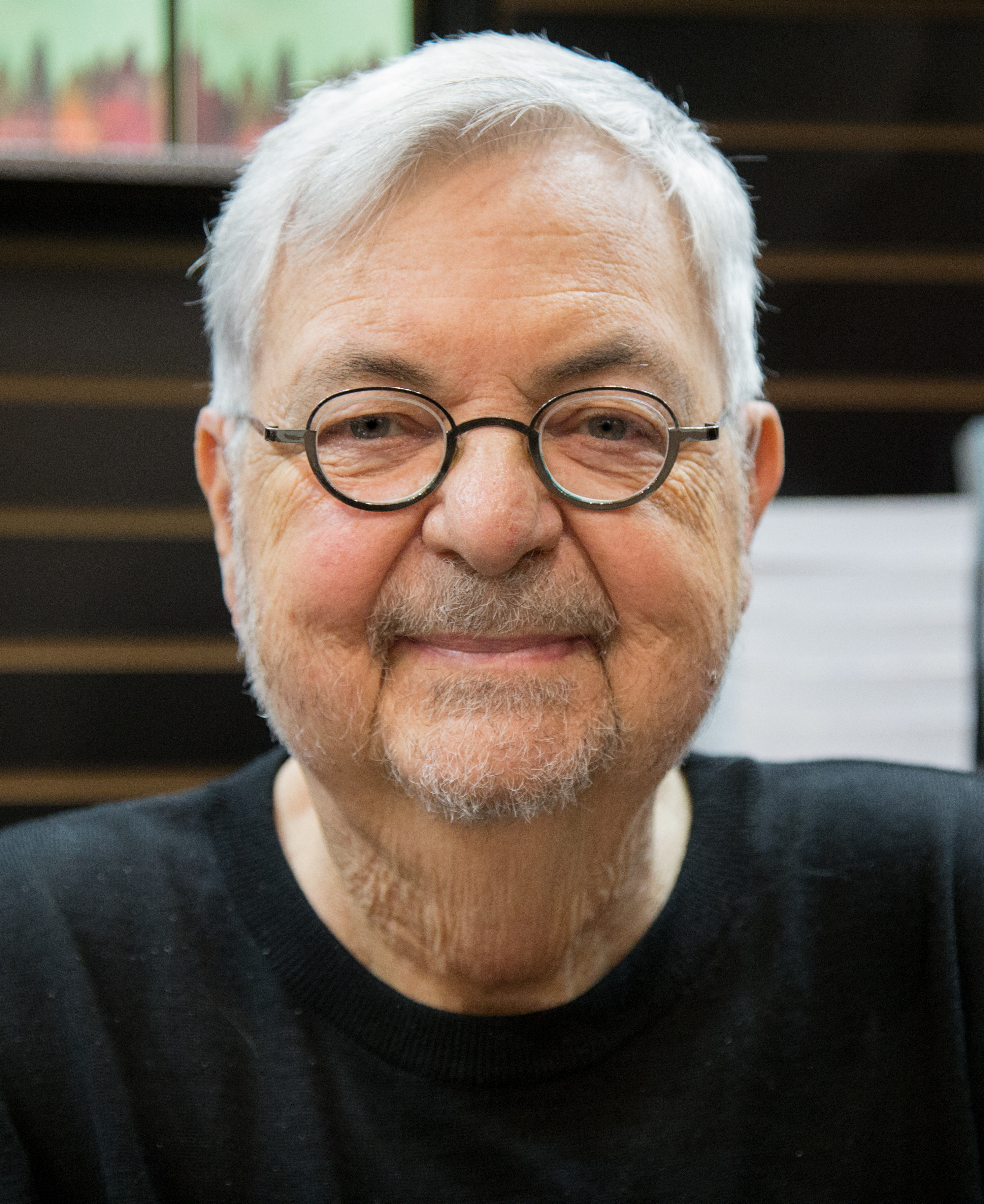
Michel Tremblay

Michel Tremblay s’est d’abord fait connaître comme dramaturge, avec la pièce Les Belles-sœurs en 1968. La pièce constitue un véritable événement littéraire par son recours au joual — le parler populaire des Québécois — et sa présentation tragique et, donc, sublimée de la violence, du malheur, de la misère sociale et affective de femmes d’un quartier ouvrier de Montréal. Par sa mise en scène où alternent le monologue et le chœur, la pièce donne, paradoxalement, une voix, une parole à leur impuissance. L’imaginaire de Tremblay s’élabore alors dans une série de pièces considérée comme le premier cycle des Belles-sœurs : En pièces détachées (1969), La duchesse de Langeais (1969), À toi, pour toujours, ta Marie-Lou (1971), Hosanna (1973) et Sainte Carmen de la Main (1976). Les personnages de ces pièces vont inspirer l’écrivain dans son œuvre romanesque, à commencer par les Chroniques du Plateau Mont-Royal (1978-1997) composées de six romans, dont La Grosse Femme d’à côté est enceinte (1978). Les Chroniques proposent non seulement un portrait réaliste d’une famille ouvrière de la rue Fabre — réalisme bien souvent grotesque qui rappelle la poétique du carnaval —, mais un parcours généalogique du côté de la filiation paternelle, de l’héritage familial, par lequel est mis au jour le secret d’une relation incestueuse entre frère et sœur. Par cette transgression de la loi, l’équilibre familial est en partie rompu, comme le montre en particulier l’histoire du jeune Marcel — l’un des fils d’Albertine, elle-même née de la relation incestueuse — qui finit par sombrer dans la folie (Un objet de beauté, 1997). Le cycle romanesque de La diaspora des Desrosiers (2007-2015), composé de neuf romans, explore la généalogie maternelle de Nana (la Grosse Femme), nouant ensemble l’histoire des deux familles. Ce qui fait aussi l’originalité de l’œuvre de Tremblay réside dans le fait de présenter des personnages homosexuels, travestis, rompant ainsi avec ce qui était bien souvent considéré comme un tabou social.
Comme Marie-Claire Blais et Michel Tremblay, Victor-Lévy Beaulieu (VLB) a une œuvre tout à la fois importante et abondante, laquelle s’étend sur plusieurs décennies, depuis la publication de Mémoires d’outre-tonneau en 1968 jusqu’à Poisson d’octobre en maraude chez les francs Gaulois en 2023. Au centre de son projet d’écriture est le cycle romanesque intitulé La vraie saga des Beauchemin, composé, notamment, de Race de monde (1960), Jos connaissant (1970), Les Grands-Pères (1971), Don Quichotte de la démanche (1974) et Steven Le Hérault (1985). Ce cycle romanesque, à la fois roman familial et roman national, relate les misères et les espoirs des frères de la famille Beauchemin. Alors que Jos, l’aîné, s’égare dans l’alcool, le sexe et le mysticisme, Steven est un poète en quête de pureté mais qui se tient ainsi plutôt en marge de l’Histoire, tandis qu’Abel est le romancier racontant l’impasse de toutes ces dérives et illusions dans un style tout à la fois épique, picaresque et burlesque, lui qui est en quête d’une mythologie fondatrice, d’un Livre fondateur garant de l’unité familiale et nationale retrouvée. Un second cycle, celui des Voyageries — Blanche forcée (1976), Sagamo Job J (1977), Monsieur Melville (1978), Una (1980) — accompagne, sans lui être étranger, le premier cycle. Ces romans qui se déroulent dans le Bas-du-Fleuve, en Gaspésie, dans la Mattavinie, évoquent encore des personnages en quête d’une réconciliation entre l’écriture et la vie. Le livre que VLB a consacré à l’auteur de Moby Dick, Herman Melville, est l’emblème de ce désir de réconciliation. À cette œuvre de fiction s’ajoutent des essais (Manuel de la petite littérature du Québec, 1974, Entre la sainteté et le terrorisme, 1984) et des biographies (Pour saluer Victor Hugo, 1971, Jack Kérouac, essai-poulet, 1972, Docteur Ferron, pèlerinage, 1991). VLB est aussi le scénariste de plusieurs séries télévisés, dont la plus connue est L’héritage (1987-1990).

### Représentations masculines et féminines dans les romans québécois d’aventure et d’espionnage des années 1960
Comme le montre Harold Bérubé, le genre de la littérature populaire d'aventure et d'espionnage, autrement appelée littérature « en fascicule », répond à un certain nombre de codes. Sur le plan de l’amour et des sentiments, on retrouve des constances parmi le type d’œuvre décrit plus haut. Concernant les rapports amoureux, ceux-ci sont souvent décrits comme étant majoritairement caractérisés par le désir plus que l’amour. À propos du rôle des femmes dans ces rapports, celles-ci occupent souvent le « poste » de figure sexuelle et sentimentale parfois puérile qui sert de « faire valoir » au héros, généralement masculin. Cependant, avec cette mise en avant accrue des femmes dans la littérature populaire, même si le but n’est pas originellement d’en faire des figures « intéressantes », on assiste tout de même, dans certains écrits de ce genre littéraire, à l’émergence de représentations féminines qui ont un réel pouvoir de décision sur leurs choix et leurs désirs et qui font donc d’elles de réelles protagonistes du récit. Les deux sources étudiées par Harold Bérubé dans le cadre de sa recherche n’échappent pas à l’archétype amoureux décrit ci-dessus. Dans Nitchka, beauté russe, dès la première page du récit, les descriptions qui concernent la femme de l’agent canadien IXE-13 nous parlent « […] de Jane, la belle rousse […] » tandis que l’espionne canadienne d’origine russe, Nitchka Petronef, est décrite comme « […] une jeune Russe possédant probablement les plus beaux yeux au monde […] »[réf. à confirmer]. Ainsi, les premières descriptions des premières protagonistes féminines évoquées dans le récit se basent directement et uniquement sur le plan physique. À peine l’intrigue démarrée et une péripétie vécue en duo avec l’agent IXE-13, Petronef, l’espionne « russe », se laisse embrasser « longuement » par ce dernier qu’elle connait à peine. De son côté, l’agent canadien aura succombé à son désir envers Nitchka en commettant « l’adultère » dès la première « aventure » vécue conjointement avec cette femme « russe »[réf. à confirmer]. Concernant cette-dernière, successivement, aux pages et 5 et 7 du récit, l’espionne « baisse les yeux » l’air gênée lorsque l’agent IXE-13 lui fait par deux fois des compliments concernant son physique. Cette attitude presque enfantine, venant d’une femme adulte et espionne, parait incongru et puéril. Cela montre la manière dont Nitchka, beauté russe, comme les autres fascicules populaires, représente des femmes totalement soumises à leurs pulsions sentimentales[réf. à confirmer].
Concernant le type de représentation masculine présente dans Nitchka, beauté russe, l’agent IXE-13, qui est le personnage principal de ce récit, incarne tout à fait la représentation masculine faite dans cette œuvre. Pour commencer, là où l’on qualifiait Nitchka par ses attraits physiques, on parle ici de « notre héros » pour présenter l’agent IXE-13 dans les premières lignes de l’écrit. Ensuite, c’est le personnage principal masculin qui, de manière plus que significative, dirige le récit. Ce dernier pose la plupart des questions relatives à l’enquête, va chercher Nitchka a son hôtel pour l’emmener déjeuner, appelle le général pour lui faire un rapport de la situation, etc. Un des exemples frappant du paradigme présentement décrit concernant le fait que c’est le personnage masculin qui dirige l’histoire. À la page 22 ; « « IXE-13 avait bien perçu l’hésitation […] IXE-13 appela à l’hôtel et prévint Nitchka […] IXE-13 raccrocha (le téléphone) […] IXE-13 l’embrassa (Nitchka) […] IXE-13 fit les présentations »[réf. à confirmer]. Tout cela se trouve sur la même page dans Nitchka, beauté russe. En comparaison de la place prise par IXE-13 dans le récit, Nitchka fait ainsi presque office de figurante.

### Féminisme
La décennie des années 1970 est marquée notamment par l’émergence du féminisme et de son discours pour l’émancipation de la femme. Louky Bersianik (née Lucille Durand) publie d’abord une parodie de la Bible et de son discours patriarcal sous le titre L’Euguélionne (1976), puis, Le pique-nique sur l’Acropole (1979), une parodie de la philosophie ancienne qui marginalise les femmes. L’œuvre de Nicole Brossard propose, dans une première période que l’on a pu dire « formaliste » — sous l’influence de la revue Tel Quel — une poésie qui est en même temps réflexion sur le langage (Le centre blanc, 1970, Mécanique jongleuse, 1974), puis des romans (French Kiss. Étreinte-exploration, 1974, Amantes, 1980) où se manifestent un érotisme lesbien, un discours sur le désir et un imaginaire au féminin échappant à l’ordre patriarcal. L’œuvre de France Théoret — Bloody Mary (1977), Nécessairement putain (1980), Nous parlerons comme on écrit (1982) — évoque bien souvent la misogynie, les images négatives de la femme dans la société, en particulier québécoise. On peut ajouter à cette génération d’écrivaines féministes, les noms de Madeleine Gagnon, Suzanne Lamy, Louise Cotnoir et Louise Dupré. Un événement marquant sur le plan social demeure la présentation de la pièce de Denise Boucher, Les fées ont soif, au Théâtre du Nouveau Monde en 1978. La pièce, mettant en scène la Vierge Marie, une prostituée et une mère de famille, évoque les trois archétypes ou les rôles dans lesquels sont enfermées les femmes au profit d’un ordre social dominé par les hommes. La pièce fit scandale par son contenu jugé sacrilège par un groupe religieux qui tentèrent alors, mais en vain, d’en interdire la représentation et d’en censurer la publication. Mentionnons enfin que l’émergence de toutes ces voix de femmes s’accompagne, à la même époque, de la création de maisons d’édition féministe : les Éditions de la Pleine Lune (1975) et les Éditions du remue-ménage (1976). Des revues féministes sont également fondées : Les Têtes de pioches (1976) et Arcade. L’Écriture au féminin (1981). On trouve aussi leurs textes dans les revues La Barre du jour (1965), La Nouvelle Barre du jour (1977) et Les Herbes rouges (1968).

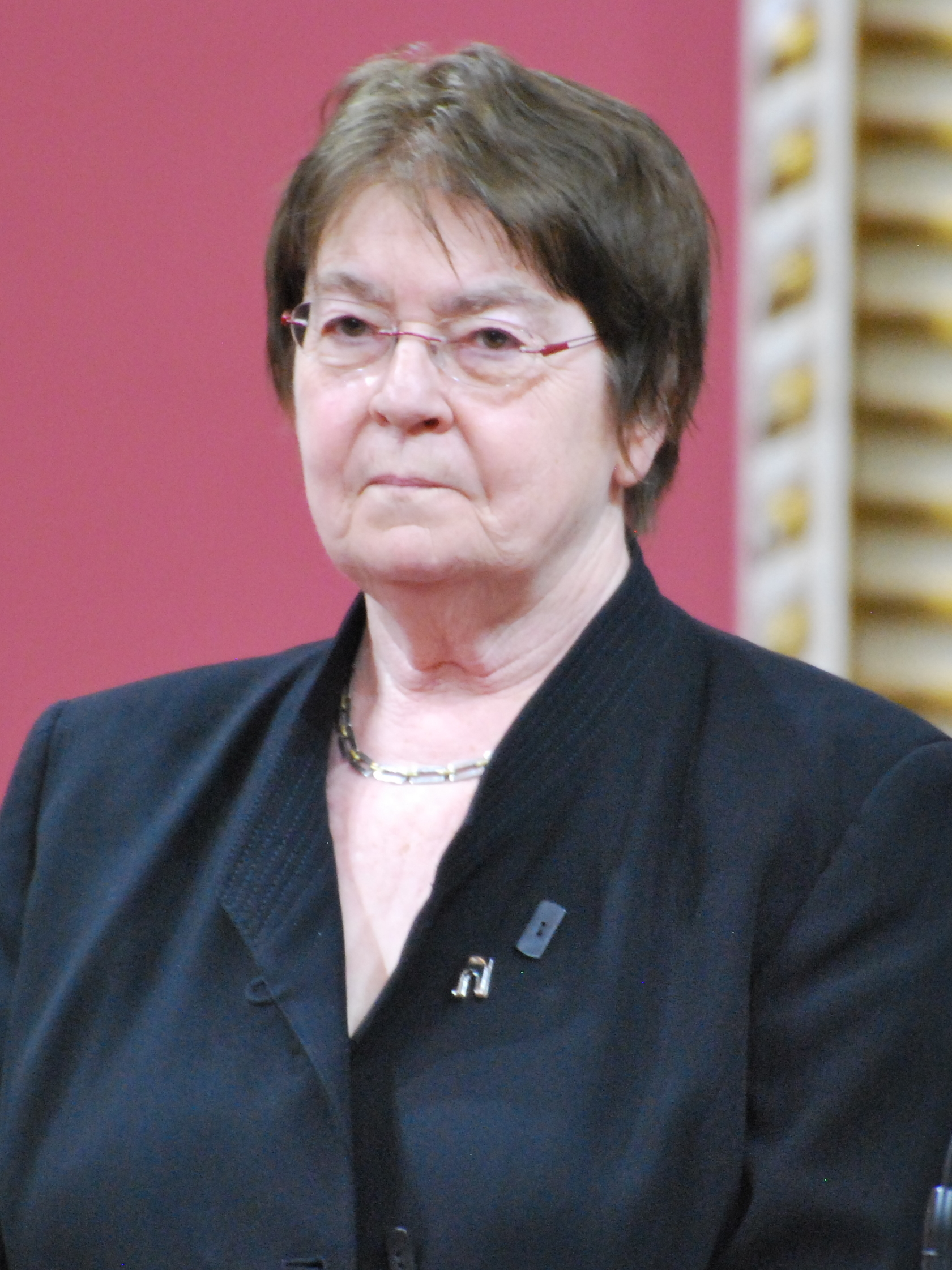
Nicole Brossard
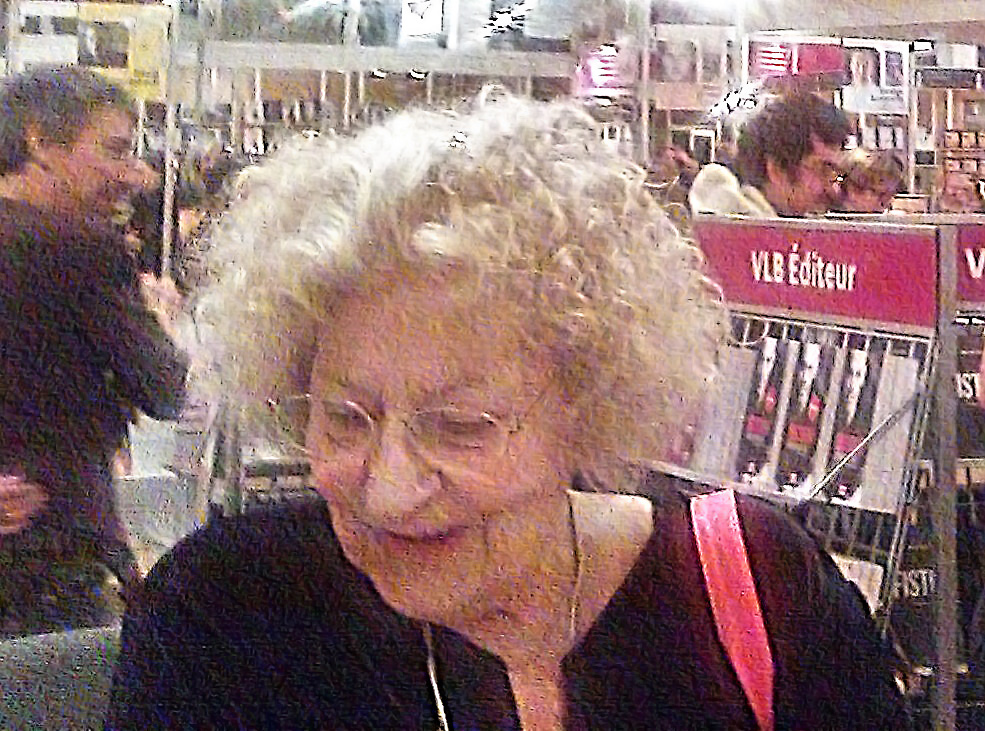
Denise Boucher

### Formalisme et contre-culture

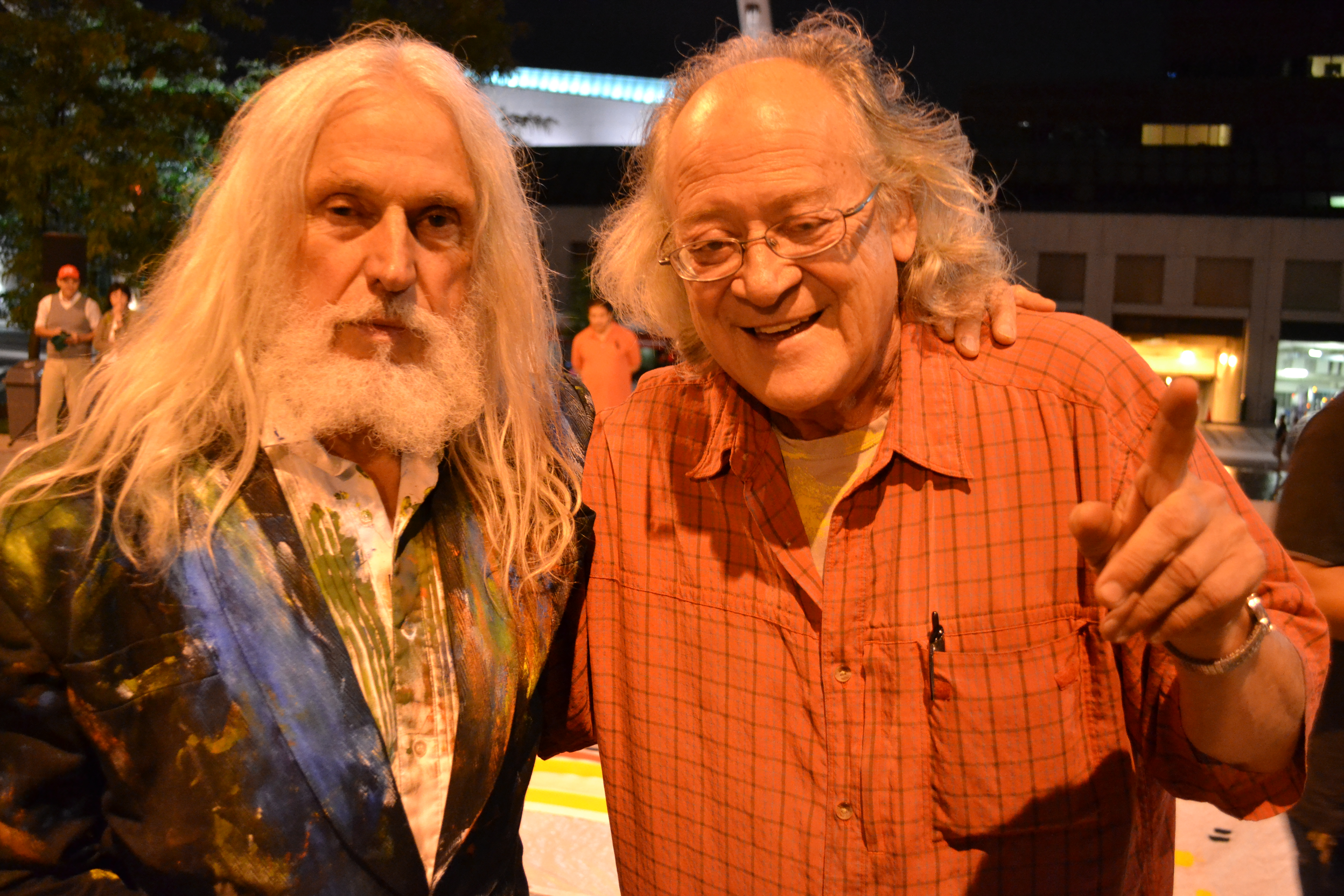
Raôul Duguay (droite) et le sculpteur Armand Vaillancourt.

L’écriture des années 1970, celle de la nouvelle génération, est traversée non seulement par le féminisme, mais aussi par le formalisme et la contre-culture. Autour des revues La Barre du jour (1965), La Nouvelle Barre du jour (1977) et Les Herbes rouges (1968), vont s’agréger de nombreux écrivains influencés en particulier par le discours de la revue Tel Quel, nouvel avant-garde littéraire inspiré des travaux de Philippe Sollers, Roland Barthes et Julia Kristeva, pour qui le texte est une entité autonome, dont il s’agit notamment de révéler le mode de production signifiant, remettant ainsi en question une littérature considérée comme miroir de la réalité et expression du sujet. Outre les autrices féministes qui participent à cette démarche littéraire — dont, Nicole Brossard, France Théoret et Madeleine Gagnon —, on peut ajouter les écrivains François Charron (Projet d’écriture pour l’été ’76, 1973), Roger des Roches (Space-opéra, 1973), André Roy (N’importe quelle page, 1973), Normand de Bellefeuille (Le texte justement, 1976) et Claude Beausoleil (Avatars du trait, 1974). Le discours contre-culturel, par sa critique du capitalisme, de la rationalité instrumentale dominante (l’ordre bureaucratique, la techno-science) et de la société de consommation, aura également une forte incidence sur la production littéraire. La musique rock, le psychédélisme, la drogue, les religions orientales, l’ésotérisme, la mystique, la libération sexuelle, l’hédonisme, caractérisent cette nouvelle culture qui se veut une pratique de la subversion. Parmi les écrivains qui s’inscrivent dans ce discours, avec des modalités diverses, mentionnons, Raôul Duguay (L’apokalipsô, 1971), Jean Basile (Les voyages d’Irkoutsk, 1970) Patrick Staram (Irish Coffee au No name Bar & vin rouge Valley of the Moon : graffiti/folk-rocks, 1972), Lucien Francoeur (5-10-15, 1972), Denis Vanier (Lesbiennes d’acid, 1972) et Josée Yvon (La chienne de l’Hôtel Tropicana, 1977). Les revues associées à ce discours contre-culturel sont Mainmise, Cul Q et Hobo-Québec.

### Un foisonnement de parcours

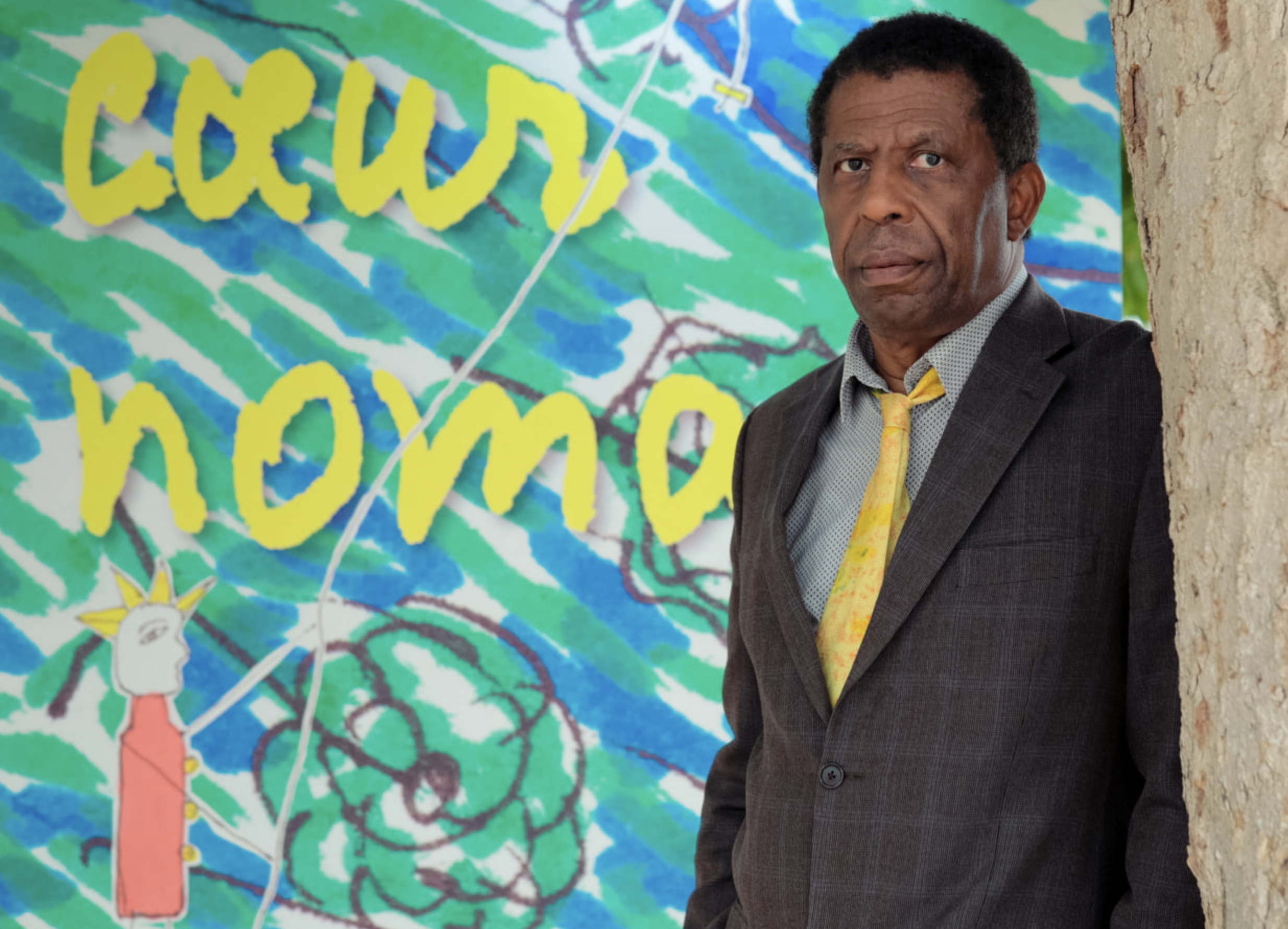
Dany Laferrière

De 1980 à 2000, et ce jusqu’à nos jours, on assiste à une multiplication des voix et des formes. Plusieurs écrivains ressortent cependant du lot en vertu de leur popularité :  dont, Yolande Villemaire (La vie en prose, 1980), Yves Beauchemin (Le matou, 1981), Francine Noël (Maryse, 1983), Marie Laberge (Annabelle, 1996). Le roman de Jacques Poulin, Volkswagen blues, publié en 1984, est devenu, dans le monde de la critique, un roman important pour l’analyse de l’américanité de la littérature québécoise. Denise Desautels, poète qui connaîtra une fructueuse carrière, publie En état d’urgence (1982), tandis que Suzanne Jacob, après une brève carrière dans la chanson, publie Laura Laur en 1983. De jeunes écrivains amorcent alors leur carrière : dont, Hélène Dorion (Hors champ, 1985), Louis Hamelin (La rage, 1989), Andrée A. Michaud (Portraits d’après modèles, 1991), Élise Turcotte (Le bruit des choses vivantes, 1991), Anne Élaine Cliche (La pisseuse, 1992), Gaétan Soucy (L’immaculée conception, 1994) et Lise Tremblay (La pêche blanche, 1994).

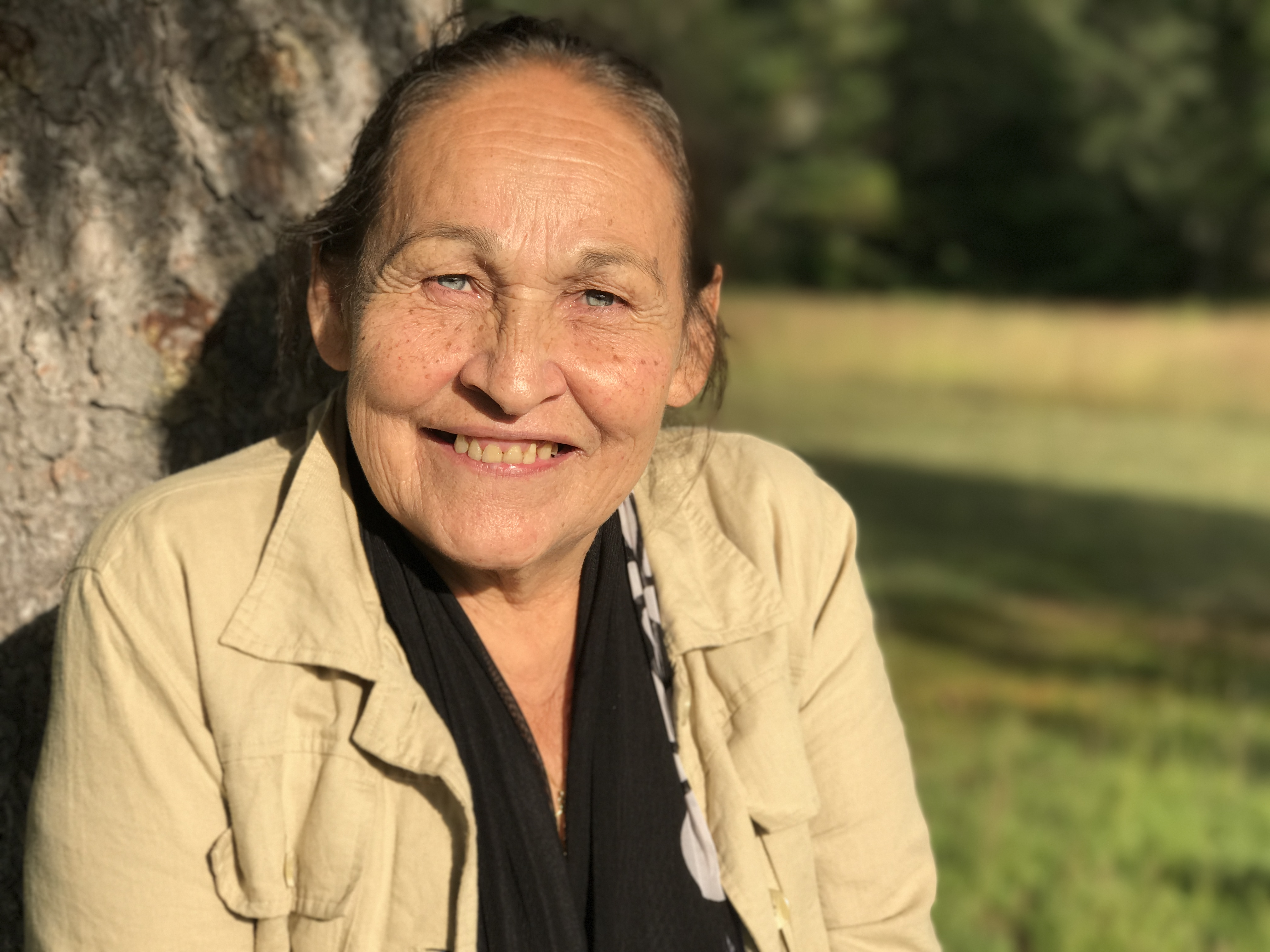
Joséphine Bacon

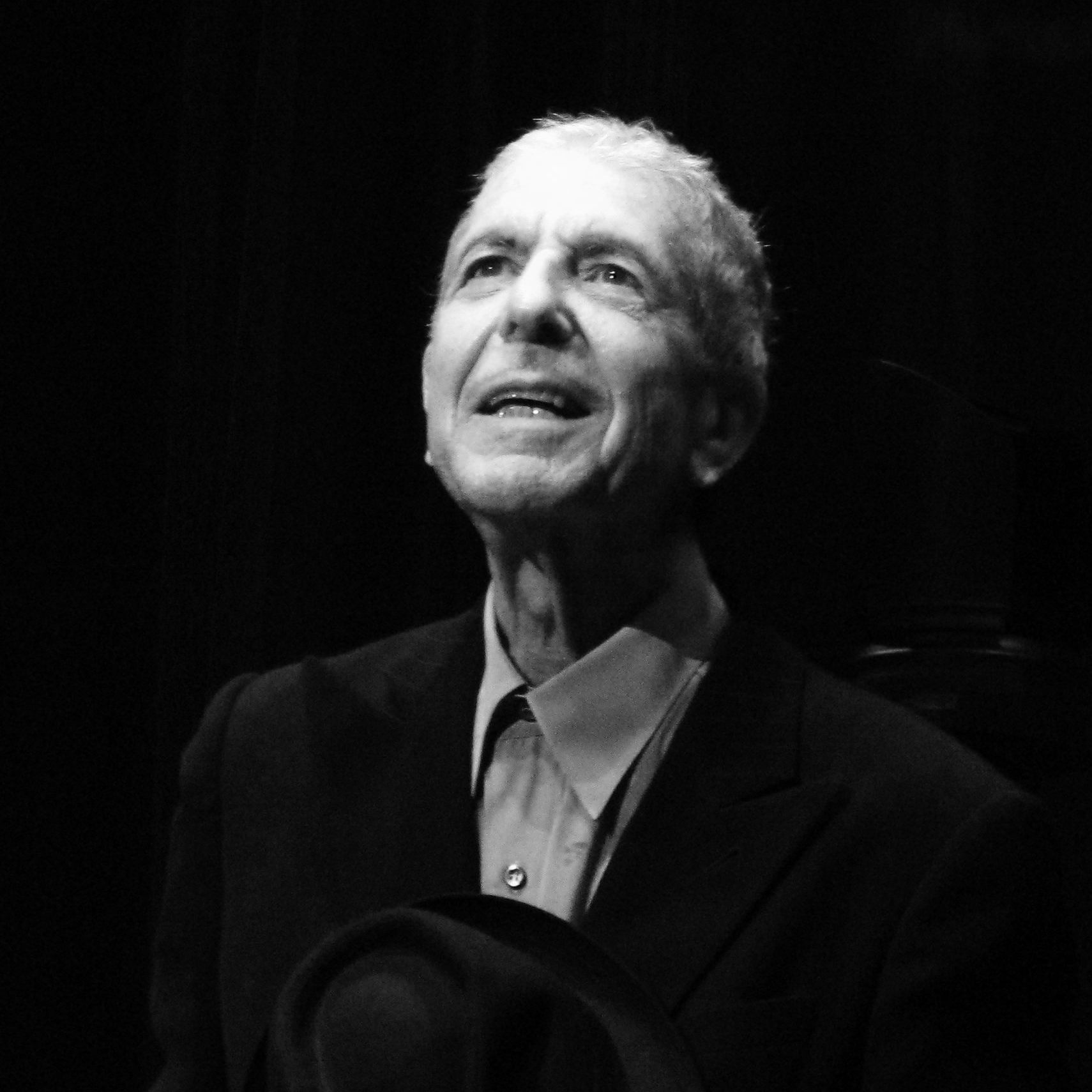
Léonard Cohen

Pendant ces deux décennies, on voit également l’émergence de nombreux écrivains provenant de diverses communautés culturelles, chacun d’eux étant porteur d’une autre mémoire, en lien avec le pays de ses ancêtres. Il arrive, parfois, que ces mémoires se mêlent à celle de leur nouveau pays pour se faire récit de l’expérience d’une rencontre. Ainsi en est-il des œuvres d’écrivains d’origine haïtienne (Émile Olivier, Passages, 1991 ; Dany Laferrière, Eroshima, 1987), juive (Naïm Kattan, Adieu, Babylone, 1975), italienne (Antonio D’Alfonso, L’Autre rivage, 1987 ; Marco Micone, Addolorata, 1984), libanaise (Abla Farhoud, Le bonheur à la queue glissante, 1998 ; Wajdi Mouawad, Littoral, 1999), égyptienne (Mona Latif-Ghattas, Le double conte de l’exil, 1990), chinoise (Ying Chen, L’ingratitude, 1995), brésilienne (Sergio Kokis, Le pavillon des miroirs, 1994), uruguayenne (Gloria Escomel, Pièges, 1992), grecque (Pan Bouyoucas, La vengeance d’un père, 1997), vietnamienne (Kim Thúy, Ru, 2009).
Au cours des dernières décennies, on observe un intérêt très marqué pour la littérature amérindienne francophone qui compte notamment parmi ses rangs : Bernard Assiwini (La saga des Béothuks, 1997), Joséphine Bacon (Bâtons à message / Tshissinuatshitakana, 2009), Charles Coocoo (Broderies sur mocassin, 1988), Éléonore Sioui (Andatha, 1985), Rita Mestokosho (Née de la pluie et de la terre, 2014), Jean Sioui (Le pas de l’Indien, 1997), Yves Sioui Durand (Le porteur des peines du monde, 1985), Christine Sioui Wawanoloath (Femme et esprit, 1994), Virginia Pésémapéo Bordeleau (Ourse bleue, 2007), Michel Noël (Hiver Indien, 2001), Natasha Kanapé Fontaine (N’entre pas dans mon âme avec tes chaussures, 2013) et Michel Jean (KuKum, 2019).
Du côté de la littérature anglophone du Québec, mentionnons les écrivains les plus connus depuis 1945 : Hugh MacLennan (Two Solitudes, 1945), Abraham Moses Klein (The Second Scroll, 1951), Mavis Gallant (Green Water, Green Sky, 1959), Mordecai Richler (The Apprenticeschip of Duddy Kravitz, 1959), Léonard Cohen (Beautiful Losers, 1966), David Fennario (Balconville, 1979), David Solway (Stones in Water, 1983), Trevor Ferguson (Onyx John, 1985), Gail Scott (Heroine, 1987) et Neil Bissoondath (The Worlds Within Her, 1998).

### Théâtre
Entre 1950 et l’année 2000, le théâtre québécois connaît de multiples transformations. Après Gratien Gélinas (Les Fridolinades, Tit-Coq, Bousille et les justes (1959), Marcel Dubé s’impose comme le dramaturge le plus important de sa génération avec sa pièce Zone (1953) et Un simple soldat (1957), pièces évoquant le monde ouvrier et ses impasses, alors que ces pièces des années 1960 — Bilan (1968), Les Beaux dimanches (1968), Au retour des oies blanches (1969) — se déroulent dans un monde bourgeois, avec ses codes et ses mensonges. Mentionnons aussi le théâtre de Jacques Languirand — Les Insolites (1956), Les violons de l’automne (1961) — dans lequel apparaît un monde fantaisiste, inspiré parfois par le théâtre de l’absurde. Le cycle théâtral des Belles-Sœurs — d’En pièces détachées (1970) à Albertine, en cinq temps (1984) — s’impose alors comme une œuvre majeure dont on compte plusieurs traductions et représentations à travers le monde. Dans les années 1960 et 1970, on voit apparaître un théâtre plus expérimental, sur le mode de la création collective, comme c’est le cas du spectacle, T’es pas tannée Jeanne d’Arc (1969) par la troupe du Grand Cirque ordinaire (1969-1977).

En 1977, Robert Gravel fonde la Ligue nationale d’improvisation qui, comme son nom l’indique, propose des performances improvisées sur toutes sortes de sujets, devant un public qui juge les performances des deux équipes de comédiens qui s’affrontent sur une scène transformée en patinoire de hockey. Ce théâtre de l’improvisation a connu un grand succès non seulement au Québec, mais en Europe. Depuis les années 1980, on remarque l’émergence d’un théâtre où le créateur de la pièce est en même temps celui qui la met en scène : c’est le cas de Gilles Maheu (Le rail, 1984) et de Robert Lepage (La trilogie des dragons, 1987). Du côté des femmes, mentionnons l’œuvre théâtrale de Pol Pelletier (Joie, 1992 ; Océan, 1995 ; Or, 1997) et de Carole Fréchette (Babby Blues, 1988 ; Les quatre morts de Marie, 1991) ; La peau d’Élisa (1996). Plusieurs pièces ont connu également de grands succès : Provincetown Playhouse, juillet 1919, j’avais 19 ans (1981) de Normand Chaurette ; C’était avant la guerre à l’anse à Gilles (1980) de Marie Laberge ; Being at home with Claude (1985) de René-Daniel Dubois ; Les feluettes ou la répétition d’un drame romantique (1987) de Michel-Marc Bouchard ; The Dragonfly of Chicoutimi (1995) de Larry Tremblay.

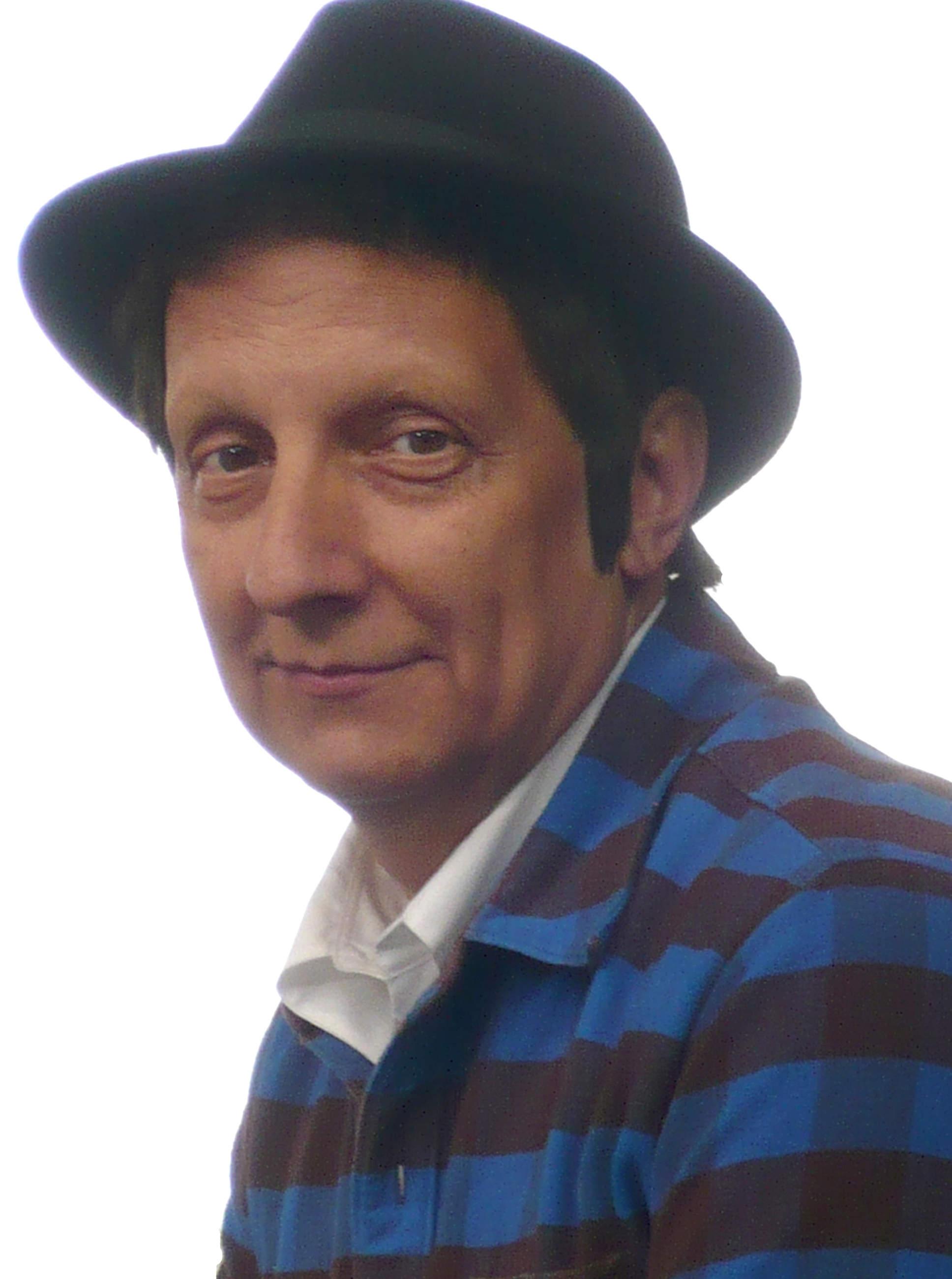
Robert Lepage
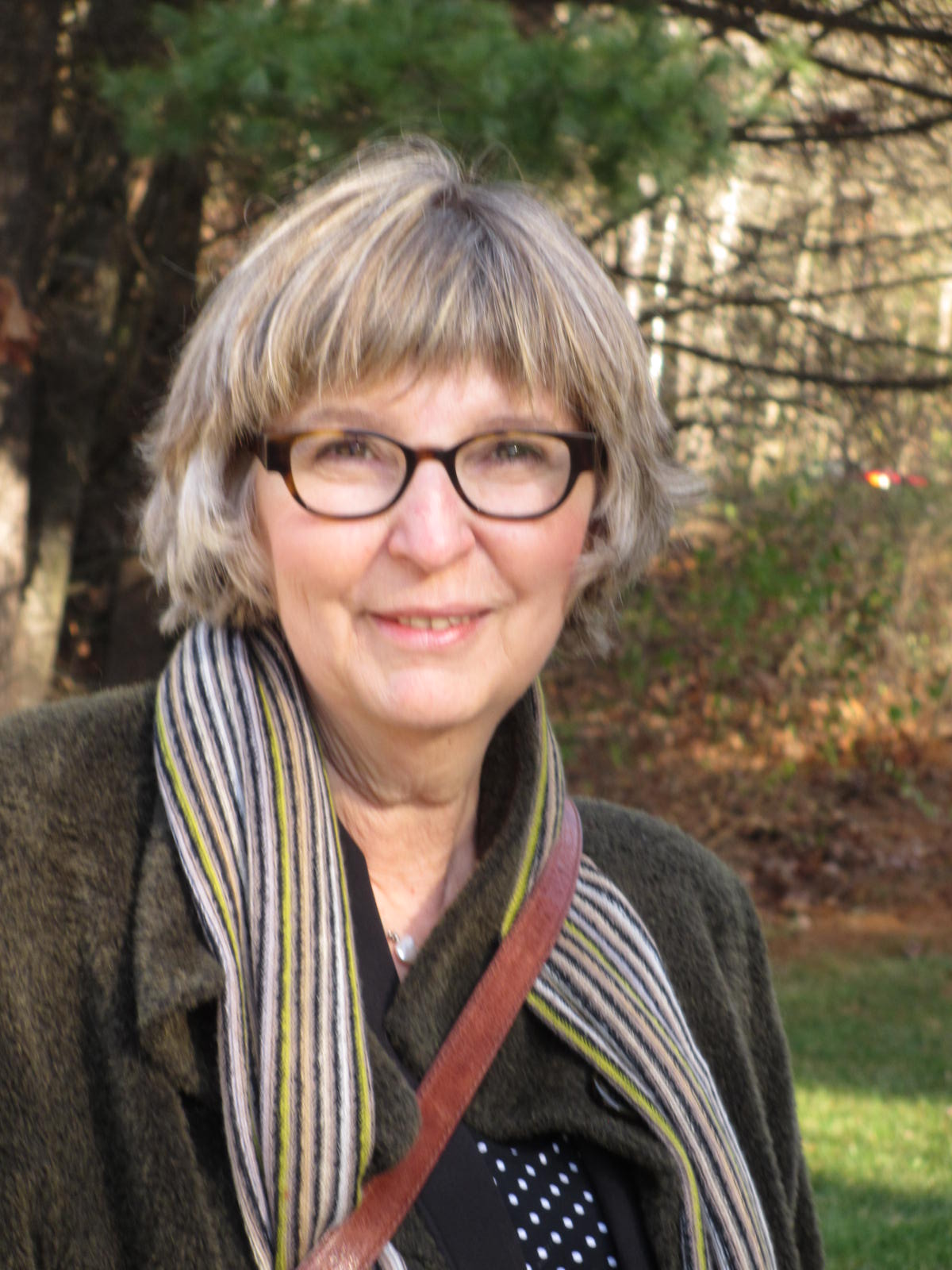
Carole Fréchette
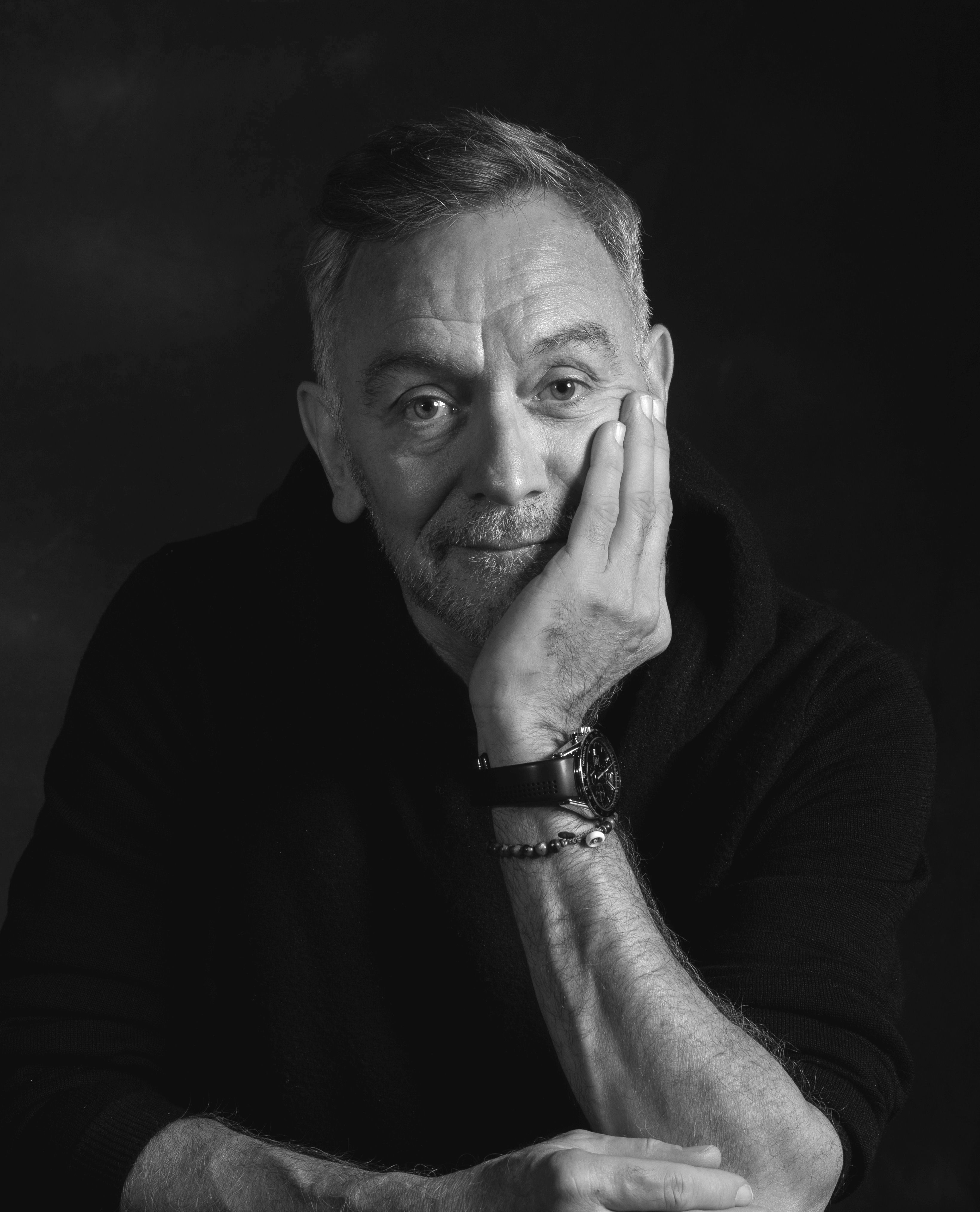
Michel-Marc Bouchard

## Portrait des conditions de travail des auteurs québécois
Bien que la littérature québécoise fait partie intégrante des racines de cette culture, les conditions de pratiques avec lesquelles doivent composer les écrivains ne sont pas particulièrement faciles pour tous.
Au Québec, lorsqu’un écrivain s’apprête à être publié par un éditeur reconnu (aussi dit; maison d’édition), il doit négocier les conditions de son contrat. Le taux de redevance peut donc varier d’un écrivain à l’autre. Cependant, règle générale, la répartition des ventes d’un livre va comme suit : 10% à l’auteur, 20% au distributeur, 30% à l’éditeur et 40% à la librairie. L’UNEQ (Union des écrivaines et écrivains québécois) recommande aux écrivains de négocier leur taux de redevance selon le nombre d’exemplaires vendus (par exemple plus de 10% de redevance à partir de X exemplaires vendus).

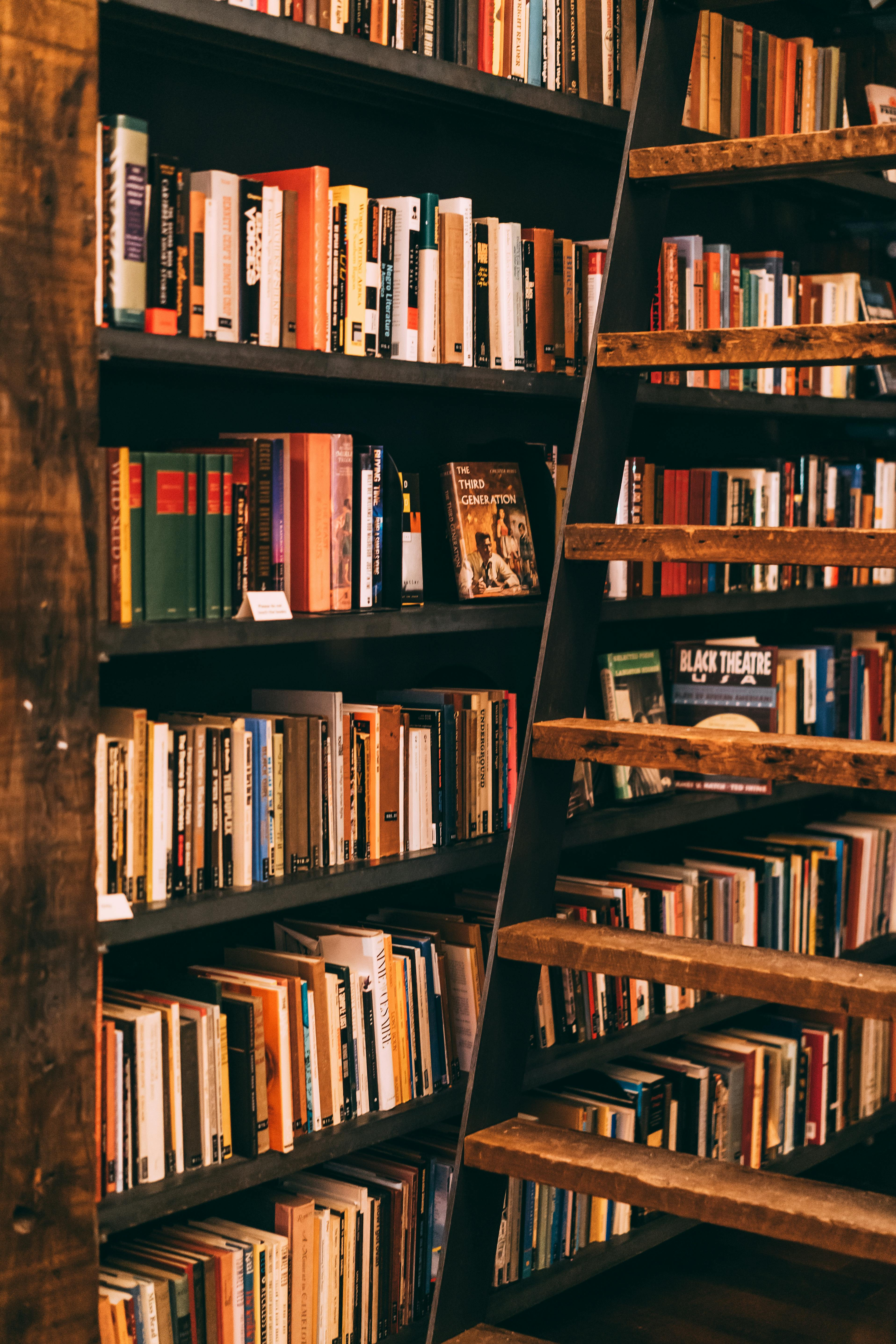

Ainsi, il est très difficile pour les écrivains québécois de vivre uniquement du revenu que génère l’écriture. D’après une enquête menée par l’UNEQ en 2017, le revenu moyen lié à l’écriture s’élève à 9 169$, alors que le revenu médian se situe au-dessous de 3000$. Dans le cas de cette étude effectuée auprès de 521 répondants, seulement 10% d’entre eux ont affirmé atteindre un revenu de 25 000$ tiré de l’écriture.
Selon une enquête menée en 2010 par l’institut de la statistique du Québec, plus de la moitié des écrivains ont obtenu des revenus générés par d’autres activités telles que des lectures publiques, des conférences, des ateliers de création littéraire, etc. La majorité d’entre eux exerce diverses activités étant liées à l’écriture ou d’autres disciplines artistiques et très peu d’entre eux travaillent dans un autre domaine. On peut entre autres le constater avec des auteurs et autrices québécois comme David Goudreault et Kim Thúy qui déploient leurs talents dans l’écriture ainsi que d’autres sphères d’activités.